# 高岡市
高岡市（たかおかし）は、富山県北西部にある市。県庁所在地の富山市に次ぐ県内第2の都市で、県西部（呉西）の中心都市である。
加賀前田家2代当主前田利長が築いた高岡城の城下町として発展し、高岡城の廃城後は商工業都市として発展した。伝統工芸の高岡銅器に代表される鋳物の生産が盛んである。
「高岡」の地名は『詩経』の一節「鳳凰鳴矣于彼高岡（鳳凰鳴けり彼の高き岡に）」に由来し、前田利長が築城と開町に際して名づけた瑞祥地名である。

## 地理

高岡市中心部の空中写真。
。2021年8月2日撮影の14枚を合成。

市域面積は209.58km2で、富山県全体の面積の約5%を占めている。うち宅地が38.36km2、農地が56.96km2、山林が22.42km2、原野が2.18km2、雑種地が6.05km2、公有地が81.57km2、その他が0.03km2である。
富山県の4市（氷見市、小矢部市、砺波市、射水市）、石川県の2町（津幡町、宝達志水町）、計6市町と隣接している。

### 地形
市の北中部から西部にかけては山間地で、二上丘陵や西山丘陵の山々が連なる。北東部で富山湾（日本海）に面し、北東部から南部にかけての庄川と小矢部川により形成された扇状地に市街地が広がる。
日本の渚百選に選ばれる雨晴海岸は、男岩や女岩といった島々を抱く富山湾越しに立山連峰を望む景勝地である。海岸沿いは海水浴場があり、夏季は海水浴客でにぎわう。
中心市街地や北東部（伏木地区）は射水平野、南部（戸出地区、中田地区）や南西部（福岡地区）は砺波平野に含まれる。隣の砺波市にまたがる砺波平野のおよそ220km2の平野部は、屋敷林に囲まれた7,000軒を越す屋敷が点在し、散居村の風景として知られる。

#### 山・丘陵・峠
- 二上丘陵
  - 二上山 - 標高274m。
  - 城山 - 標高258.9m。
  - 大師ヶ岳 - 標高253.6m。
  - 鉢伏山 - 標高179.2m。
- 海老坂峠 - 標高51m。国道160号。
- 西山丘陵
  - 大釜山 - 標高501.6m。高岡市最高峰[7]。
  - 三千坊山 - 標高264.1m。
  - 向山 - 標高203m。
  - 奥山 - 標高202m。
  - 元取山 - 標高195.7m。
  - 清水山 - 標高174m。
  - 城ヶ平山 - 標高172m。
  - 金山 - 標高152m。
  - 三方峰 - 標高144m。
    - 三方峰峠 - 県道64号。

  - 平尻山 - 標高119.0m。

#### 河川
- 庄川 - 一級水系本川。
  - 和田川
- 小矢部川 - 一級水系本川。
  - 地久子川
  - 千保川
    - 和田川

  - 頭川川
  - 祖父川
  - 広谷川
  - 中川
  - 谷内川
  - 岸渡川
    - 荒又川
      - 山王川

    - 唐俣川

  - 黒石川
  - 西明寺川
    - 平尻川

  - 子撫川

#### 湖沼
- 五位ダム湖 - 湛水面積0.57km2。
- 子撫川ダム湖 - 湛水面積0.70km2。
- その他、市内各所にため池がある。

#### 島・岩礁
- 男岩 - 面積1,100m2。無人島。
- 女岩 - 面積400m2。無人島。

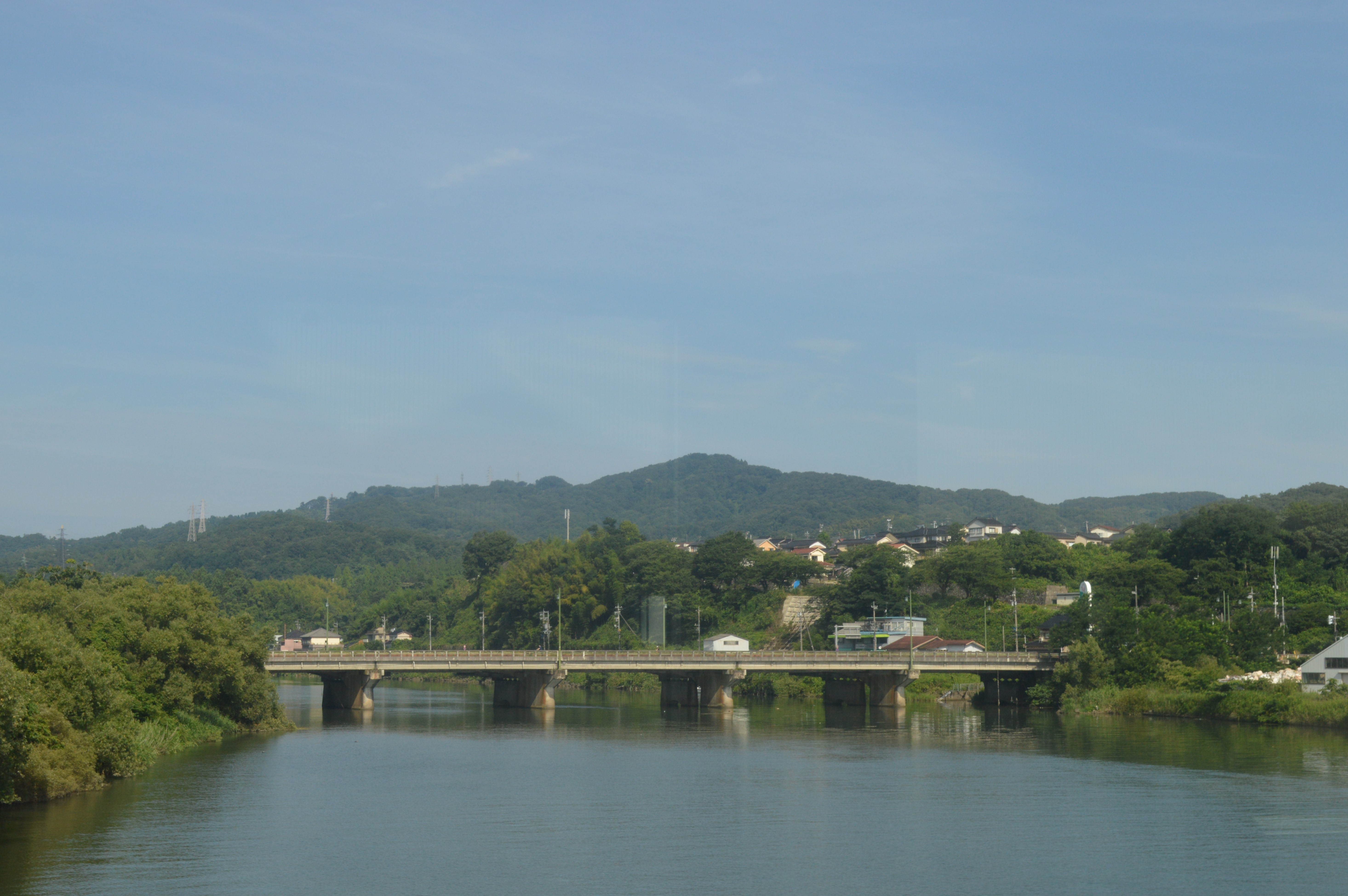
二上山
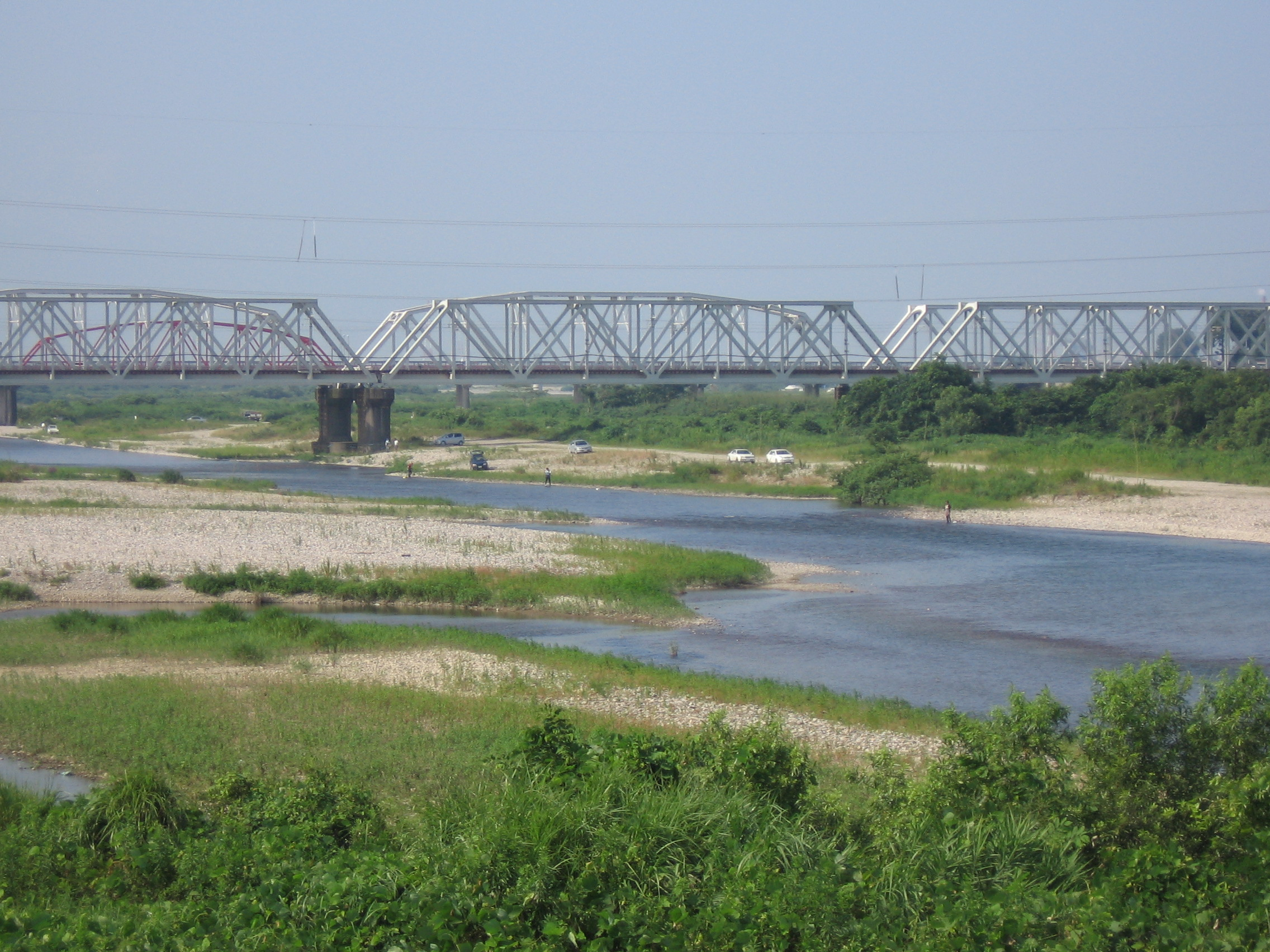
庄川
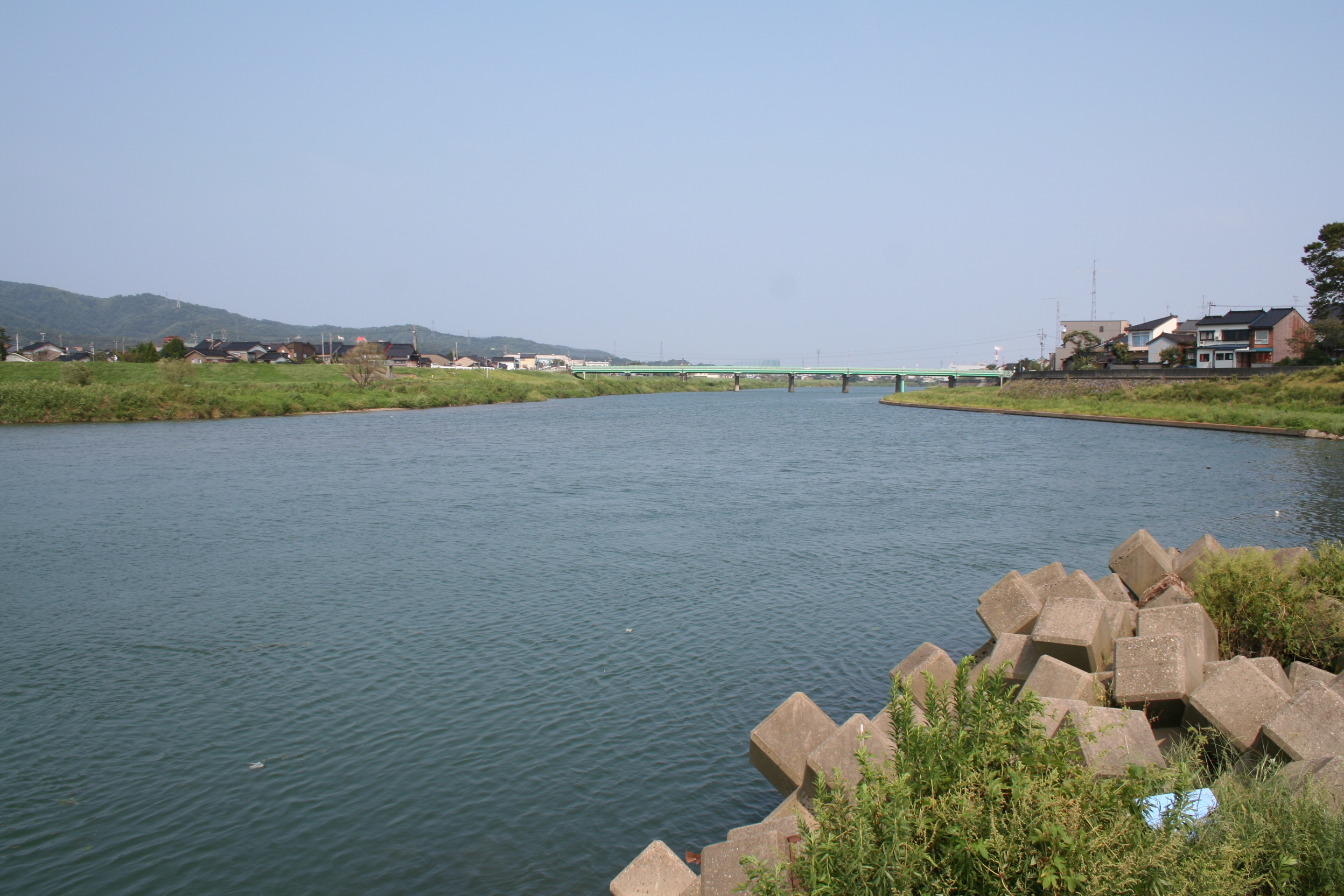
小矢部川
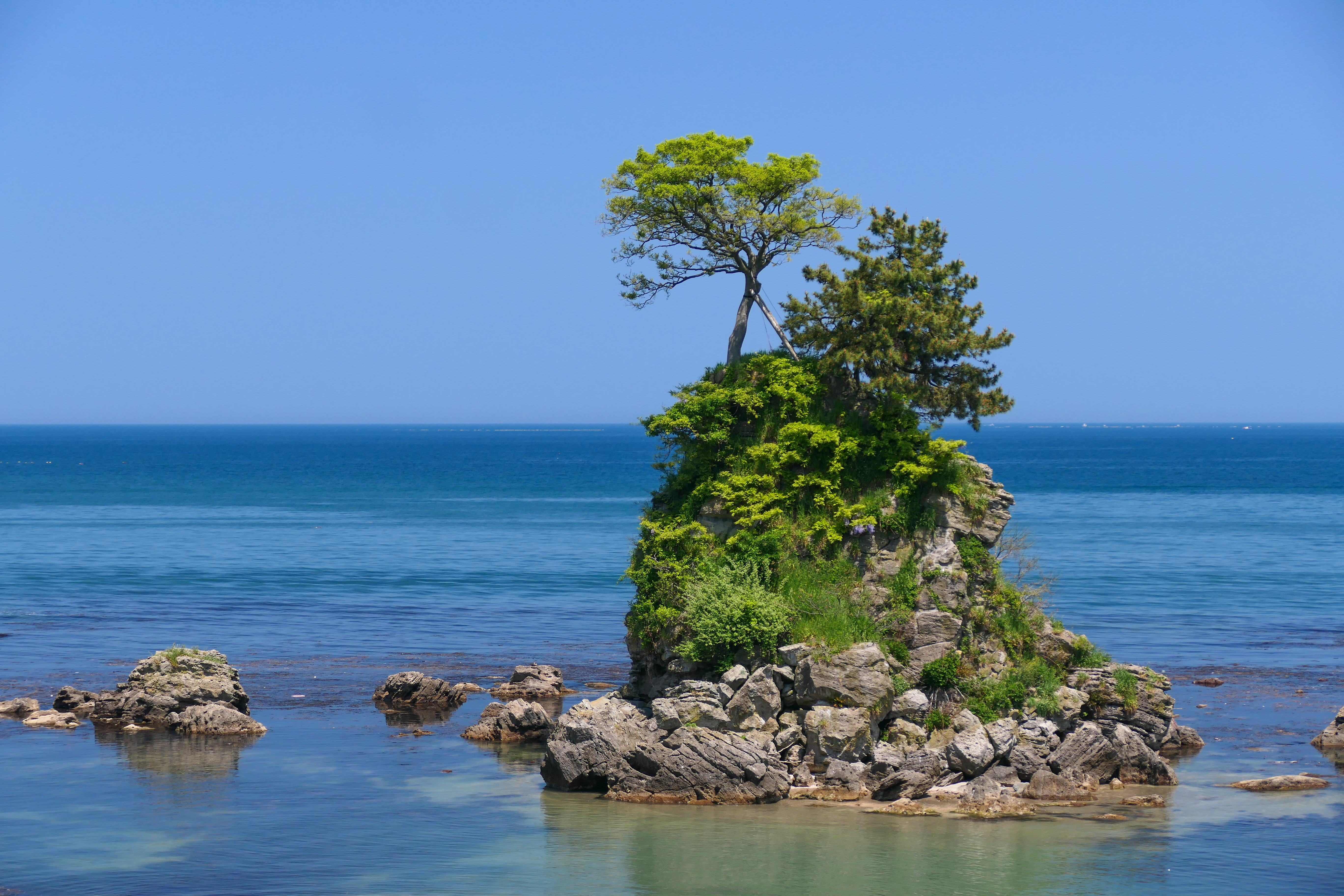
女岩

### 気候
気候は日本海側気候で、豪雪地帯に指定されている。風上に能登半島があるため風が弱まり雪雲が停滞しやすく、沿岸部にある伏木観測所でも雪が多い。平年の最深積雪は50cm程度であるが、昭和38年1月豪雪（三八豪雪、1963年）で最深積雪225cm、平成18年豪雪（2006年）で最深積雪104cm、平成23年豪雪（2011年）で最深積雪127cmを記録している。
2020年（令和2年）の平均気温は15.1°C、平均相対湿度は79%、最深積雪は10cm、降水量は2,065mm、日照時間は1,722.4時間だった。
| 伏木特別地域気象観測所（高岡市伏木古国府、標高12m）の気候    | 伏木特別地域気象観測所（高岡市伏木古国府、標高12m）の気候 | 伏木特別地域気象観測所（高岡市伏木古国府、標高12m）の気候 | 伏木特別地域気象観測所（高岡市伏木古国府、標高12m）の気候 | 伏木特別地域気象観測所（高岡市伏木古国府、標高12m）の気候 | 伏木特別地域気象観測所（高岡市伏木古国府、標高12m）の気候 | 伏木特別地域気象観測所（高岡市伏木古国府、標高12m）の気候 | 伏木特別地域気象観測所（高岡市伏木古国府、標高12m）の気候 | 伏木特別地域気象観測所（高岡市伏木古国府、標高12m）の気候 | 伏木特別地域気象観測所（高岡市伏木古国府、標高12m）の気候 | 伏木特別地域気象観測所（高岡市伏木古国府、標高12m）の気候 | 伏木特別地域気象観測所（高岡市伏木古国府、標高12m）の気候 | 伏木特別地域気象観測所（高岡市伏木古国府、標高12m）の気候 | 伏木特別地域気象観測所（高岡市伏木古国府、標高12m）の気候 |
| 月                                                           | 1月                                                       | 2月                                                       | 3月                                                       | 4月                                                       | 5月                                                       | 6月                                                       | 7月                                                       | 8月                                                       | 9月                                                       | 10月                                                      | 11月                                                      | 12月                                                      | 年                                                        |
| ------------------------------------------------------------ | --------------------------------------------------------- | --------------------------------------------------------- | --------------------------------------------------------- | --------------------------------------------------------- | --------------------------------------------------------- | --------------------------------------------------------- | --------------------------------------------------------- | --------------------------------------------------------- | --------------------------------------------------------- | --------------------------------------------------------- | --------------------------------------------------------- | --------------------------------------------------------- | --------------------------------------------------------- |
| 最高気温記録 °C （°F）                                       | 20.3 (68.5)                                               | 23.3 (73.9)                                               | 28.5 (83.3)                                               | 32.0 (89.6)                                               | 32.5 (90.5)                                               | 37.3 (99.1)                                               | 38.3 (100.9)                                              | 39.7 (103.5)                                              | 38.5 (101.3)                                              | 34.1 (93.4)                                               | 28.9 (84)                                                 | 23.5 (74.3)                                               | 39.7 (103.5)                                              |
| 平均最高気温 °C （°F）                                       | 6.0 (42.8)                                                | 7.0 (44.6)                                                | 11.3 (52.3)                                               | 16.7 (62.1)                                               | 21.6 (70.9)                                               | 24.7 (76.5)                                               | 29.1 (84.4)                                               | 30.9 (87.6)                                               | 26.6 (79.9)                                               | 21.2 (70.2)                                               | 15.3 (59.5)                                               | 9.3 (48.7)                                                | 18.3 (64.9)                                               |
| 日平均気温 °C （°F）                                         | 2.9 (37.2)                                                | 3.3 (37.9)                                                | 6.6 (43.9)                                                | 11.7 (53.1)                                               | 16.8 (62.2)                                               | 20.8 (69.4)                                               | 25.1 (77.2)                                               | 26.7 (80.1)                                               | 22.7 (72.9)                                               | 17.0 (62.6)                                               | 11.1 (52)                                                 | 5.7 (42.3)                                                | 14.2 (57.6)                                               |
| 平均最低気温 °C （°F）                                       | 0.2 (32.4)                                                | 0.1 (32.2)                                                | 2.5 (36.5)                                                | 7.3 (45.1)                                                | 12.7 (54.9)                                               | 17.8 (64)                                                 | 22.3 (72.1)                                               | 23.5 (74.3)                                               | 19.4 (66.9)                                               | 13.3 (55.9)                                               | 7.4 (45.3)                                                | 2.6 (36.7)                                                | 10.8 (51.4)                                               |
| 最低気温記録 °C （°F）                                       | −12.1 (10.2)                                              | −11.3 (11.7)                                              | −8.7 (16.3)                                               | −2.6 (27.3)                                               | 1.8 (35.2)                                                | 8.5 (47.3)                                                | 12.7 (54.9)                                               | 14.0 (57.2)                                               | 8.4 (47.1)                                                | 1.8 (35.2)                                                | −0.9 (30.4)                                               | −8.7 (16.3)                                               | −12.1 (10.2)                                              |
| 降水量 mm （inch）                                           | 272.7 (10.736)                                            | 161.6 (6.362)                                             | 150.6 (5.929)                                             | 121.9 (4.799)                                             | 115.4 (4.543)                                             | 159.4 (6.276)                                             | 223.8 (8.811)                                             | 194.2 (7.646)                                             | 205.0 (8.071)                                             | 161.2 (6.346)                                             | 221.3 (8.713)                                             | 294.0 (11.575)                                            | 2,281 (89.803)                                            |
| 降雪量 cm （inch）                                           | 107 (42.1)                                                | 71 (28)                                                   | 15 (5.9)                                                  | 1 (0.4)                                                   | 0 (0)                                                     | 0 (0)                                                     | 0 (0)                                                     | 0 (0)                                                     | 0 (0)                                                     | 0 (0)                                                     | 0 (0)                                                     | 46 (18.1)                                                 | 238 (93.7)                                                |
| 平均降水日数 （≥0.5 mm）                                     | 24.4                                                      | 19.8                                                      | 17.8                                                      | 13.6                                                      | 11.8                                                      | 11.0                                                      | 13.7                                                      | 10.9                                                      | 14.1                                                      | 13.9                                                      | 18.4                                                      | 23.3                                                      | 192.7                                                     |
| 平均降雪日数                                                 | 21.0                                                      | 17.6                                                      | 9.2                                                       | 1.3                                                       | 0.0                                                       | 0.0                                                       | 0.0                                                       | 0.0                                                       | 0.0                                                       | 0.0                                                       | 1.0                                                       | 12.4                                                      | 62.6                                                      |
| % 湿度                                                       | 81                                                        | 77                                                        | 71                                                        | 69                                                        | 72                                                        | 79                                                        | 80                                                        | 77                                                        | 77                                                        | 75                                                        | 76                                                        | 80                                                        | 76                                                        |
| 平均月間日照時間                                             | 61.1                                                      | 85.7                                                      | 137.6                                                     | 176.4                                                     | 204.6                                                     | 158.8                                                     | 160.3                                                     | 205.5                                                     | 147.3                                                     | 146.3                                                     | 104.6                                                     | 66.8                                                      | 1,650.1                                                   |
| 出典：気象庁（平均値: 1991年 - 2020年、極値: 1887年 - 現在） |                                                           |                                                           |                                                           |                                                           |                                                           |                                                           |                                                           |                                                           |                                                           |                                                           |                                                           |                                                           |                                                           |

### 人口
2025年7月1日の人口（推計人口）は159,027人で、県庁所在地の富山市に次ぐ県内第2の都市である。現在の高岡市に相当する地域の人口は1985年（昭和60年）ごろをピークに減少傾向である。
住民基本台帳による年齢別人口は、年少人口（0-14歳）が18,025人（10.7%）、生産年齢人口（15-64歳）が94,450人（55.9%）、老年人口（65歳以上）が56,440人（33.4%）である。
2020年（令和2年）国勢調査による高岡市の人口重心は白金町交差点付近にある。
| |                                        |  |
| 高岡市と全国の年齢別人口分布（2005年） | 高岡市の年齢・男女別人口分布（2005年） |  |
| ■紫色 ― 高岡市 ■緑色 ― 日本全国 | ■青色 ― 男性 ■赤色 ― 女性              |  |
| 高岡市（に相当する地域）の人口の推移 \| 1970年（昭和45年） \| 170,841人 \| \| \| 1975年（昭和50年） \| 181,151人 \| \| \| 1980年（昭和55年） \| 186,900人 \| \| \| 1985年（昭和60年） \| 188,006人 \| \| \| 1990年（平成2年） \| 187,869人 \| \| \| 1995年（平成7年） \| 186,827人 \| \| \| 2000年（平成12年） \| 185,682人 \| \| \| 2005年（平成17年） \| 181,229人 \| \| \| 2010年（平成22年） \| 176,061人 \| \| \| 2015年（平成27年） \| 172,125人 \| \| \| 2020年（令和2年） \| 166,393人 \| \| |                                        |  |
| 総務省統計局 国勢調査より |                                        |  |
| 1970年（昭和45年） | 170,841人                              |  |
| 1975年（昭和50年） | 181,151人                              |  |
| 1980年（昭和55年） | 186,900人                              |  |
| 1985年（昭和60年） | 188,006人                              |  |
| 1990年（平成2年） | 187,869人                              |  |
| 1995年（平成7年） | 186,827人                              |  |
| 2000年（平成12年） | 185,682人                              |  |
| 2005年（平成17年） | 181,229人                              |  |
| 2010年（平成22年） | 176,061人                              |  |
| 2015年（平成27年） | 172,125人                              |  |
| 2020年（令和2年） | 166,393人                              |  |

### 地区
市内の地区は以下の通り。
平米（ひらまい）
人口2,934人。市中心部の一角で、高岡古城公園北側の地区。高岡市役所がある。
定塚（じょうづか）
人口9,171人。市中心部の一角で、高岡古城公園南側の地区。JR西日本およびあいの風とやま鉄道の高岡駅がある。
下関（しもぜき）
人口8,967人。1925年（大正14年）に編入された旧射水郡下関村。瑞龍寺がある。
博労（ばくろう）
人口10,176人。市中心部の一角で、高岡駅西側の地区。
横田（よこた）
人口5,170人。1928年（昭和3年）に編入された旧射水郡横田村。あいの風とやま鉄道高岡やぶなみ駅がある。
西条（さいじょう）
人口6,546人。1928年（昭和3年）に編入された旧射水郡西条村。
川原（かわら）
人口3,032人。市中心部北側の地区。
成美（せいび）
人口7,393人。市中心部北側の地区。高岡市民病院がある。
二上（ふたがみ）
人口2,388人。1933年（昭和8年）に編入された旧射水郡二上村。富山大学高岡キャンパスがある。
能町（のうまち）
人口11,483人。1942年（昭和17年）に編入された旧射水郡能町村。JR能町駅がある。
牧野（まきの）
人口9,590人。1951年（昭和26年）に編入された旧射水郡牧野村。
野村（のむら）
人口17,915人。1942年（昭和17年）に編入された旧射水郡野村。住宅地が広がり、市内最大の人口を抱える。
二塚（ふたつか）
人口3,465人。1942年（昭和17年）に編入された旧射水郡二塚村。北陸新幹線の新高岡駅がある。
佐野（さの）
人口7,039人。1942年（昭和17年）に編入された旧射水郡佐野村。
福田（ふくた）
人口2,949人。1949年（昭和24年）に編入された旧西礪波郡福田村。
小勢（おぜ）
人口840人。1954年（昭和29年）に編入された旧西礪波郡小勢村。
立野（たての）
人口3,114人。1955年（昭和30年）に編入された旧西礪波郡立野村。あいの風とやま鉄道西高岡駅がある。
東五位（ひがしごい）
人口4,662人。1953年（昭和28年）に編入された旧西礪波郡東五位村。能越自動車道高岡インターチェンジがある。
石堤（いしつつみ）
人口1,067人。1953年（昭和28年）に編入された旧西礪波郡石堤村。
国吉（くによし）
人口3,139人。1951年（昭和26年）に編入された旧西礪波郡国吉村。
守山（もりやま）
人口2,333人。1942年（昭和17年）に編入された旧射水郡守山村。能越自動車道高岡北インターチェンジがある。
伏木（ふしき）
人口9,983人。1942年（昭和17年）に編入された旧射水郡伏木町。市北部の中心地。富山県内で最も早く開けた地で、古代は越中国の国府が置かれた。JR伏木駅や伏木港があり、高岡の外港として栄え、化学工業や製紙業が盛ん。
太田（おおた）
人口2,245人。1953年（昭和28年）に編入された旧氷見郡太田村。旧氷見郡で唯一氷見市でなく高岡市に属する。景勝地として知られる雨晴海岸がある。
戸出（といで）
人口13,162人。1966年（昭和41年）に編入された旧西礪波郡戸出町。市南部の中心地。JR戸出駅や高岡法科大学がある。
中田（なかだ）
人口5,640人。1966年（昭和41年）に編入された旧東礪波郡中田町。
福岡（ふくおか）
人口2,955人。2005年（平成17年）に高岡市と合併した旧西礪波郡福岡町の中心部で、町村制施行当初から福岡町だった地区。あいの風とやま鉄道福岡駅がある。
山王（さんのう）
人口3,786人。1940年（昭和15年）に旧福岡町と合併した旧西礪波郡山王村。
大滝（おおたき）
人口2,359人。1940年（昭和15年）に旧福岡町と合併した旧西礪波郡大滝村。能越自動車道福岡インターチェンジがある。
西五位（にしごい）
人口1,754人。1954年（昭和29年）に旧福岡町と合併した旧西礪波郡西五位村。
五位山（ごいやま）
人口320人。1954年（昭和29年）に旧福岡町と合併した旧西礪波郡五位山村。高岡市西端の山間地である。
赤丸（あかまる）
人口1,064人。1954年（昭和29年）に旧福岡町に編入された旧西礪波郡赤丸村。

## 歴史

明治時代の田園風景

古代、現在の高岡の郊外は、越中国の国府であり、そのため、746年に国守として大伴家持が赴任し、在任した五年間にとても多くの秀歌を残した。これは、高岡市が“万葉の里”と呼ばれる由来であり、現在も行われている高岡万葉まつりのメインイベントである万葉集全20巻朗唱の会にも受け継がれている。
近世になると、1609年に加賀前田家2代当主前田利長が高岡城に入り、“高岡”の町（現在の高岡市中心部）が開かれる。それまでのこの一帯は「関野」（せきの）または「志貴野」（しきの）と呼ばれていた。今も関野神社、富山県立志貴野高等学校などに名前が残る。この1609年の開町により、近世高岡の文化が始まる。開町の当時は、5,000人にも満たない人々で町が構成され、城の周囲や南の台地に、侍屋敷が配置されていた。だが、1615年の一国一城令により高岡城は無くなる。当時「城の無い城下町は衰退していく」と言われていたが、3代当主前田利常の「高岡の人々の転出を規制し、商業都市への転換を図る」という政策が功を奏したため、高岡は発展の道を辿り始め、高岡の“商工業の町”としての歴史が始まっていく。高岡銅器や高岡漆器などもこの頃から始まった。
近代では、1889年4月1日に青森県の弘前市などの全国30都市と共に市制が施行され、日本初の市の1つとして、“高岡市”が誕生する。当時の高岡市は面積2.04km2、人口29,202人、世帯数7,086戸と、同時に市制施行した全国31市の中で最小規模の市であった。この頃から伏木港（現伏木富山港伏木地区）での交易が盛んになってくる。
現代では2005年11月1日に隣接する福岡町と新設合併し、新しく“高岡市”が発足する。2017年、次年度以降に従前の予算編成を行った場合、40億円以上の財源不足が生じることが判明、公共事業や補助金の廃止、抑制を打ち出すとともに2018年度から5年間を期間とする「財政健全化緊急プログラム」を策定した。その後、財政健全化が一定の成果を上げたことから、2021年度末をもって財政健全化緊急プログラムを1年前倒しで終了した。

### 古代
- 5世紀頃 - 桜谷古墳が造成される。
- 8世紀頃 - 越中国が成立し、現在の高岡市伏木が国府となる。
- 741年 - 伏木に越中国分寺が建立される。
- 746年7月 - 大伴家持が越中国守となり、伏木に赴任。
- 751年8月 - 大伴家持が国守の仕事を終える。

### 近世
- 1609年9月13日 - 高岡城が完成し、“高岡”の町が開かれる。

### 近代
- 1889年4月1日 - 市制の施行により、日本最初の31市のひとつとして、高岡市が発足する。
- 1898年1月2日 - 中越鉄道高岡駅の開業。高岡・富山間の運行開始[13]。
- 1916年9月1日 - 合併以前の市章が制定される。
- 1924年9月25日 - 高岡高等商業学校（後の富山大学経済学部・工学部）が設立される。
- 1934年7月8日 - 本丸町に高岡電灯本社ビル（後の本丸会館）が竣工。

### 現代
- 1946年11月20日 - 旧「高岡市民の歌」（作詞: 藤沢克巳、作曲: 室崎琴月）を制定。
- 1951年5月30日 - 伏木港と富山港が統合し、伏木富山港が生まれる。
- 1956年6月1日 - 財政再建団体の指定を受ける[14]。
- 1972年3月28日 - 高岡駅南区画整理事業完成[15]。
- 1974年10月19日 - ミランドポリス市と姉妹都市提携を結ぶ。
- 1977年4月8日 - フォートウェイン市と姉妹都市提携を結ぶ[16]。
- 1980年4月13日 - 市役所現庁舎完成。
- 1985年8月10日 - 錦州市と友好都市提携を結ぶ[17]。
- 1989年4月1日 - 市制施行100周年を迎える。
- 2004年4月1日 - 高岡駅前にウイング・ウイング高岡がオープン。
- 2005年11月1日 - 高岡市及び西礪波郡福岡町が合併して、高岡市が発足する。市章が新たに制定される[18]。
- 2007年11月30日 - 中心市街地活性化基本計画が国に認定される。県内2番目。全国19番目。
- 2009年9月13日 - 開町400周年を迎える。高岡開町まつり。
- 2015年11月1日 - 合併10周年。新市民歌「ふるさと高岡」（作詞: 林真理子、作曲: 三枝成彰）を制定。
- 2024年1月1日 - 能登半島地震で富山県では観測史上初めて震度5強を観測[19][20]。伏木地区を中心に液状化現象や建物の倒壊といった被害が発生[21]。市内各地で断水も発生した[22]。また、国宝「瑞龍寺」や「勝興寺」も被害を受けた[23]。

### 行政区域の変遷
- 1889年（明治22年）
  - 4月1日 - 市制の施行により、日本最初の31市のひとつとして、高岡市が発足する。
- 1917年（大正6年）
  - 5月15日 - 射水郡掛開発村の区域の一部及び佐野村の区域の一部を編入する。
- 1925年（大正14年）
  - 8月1日 - 射水郡下関村を編入する。
- 1928年（昭和3年）
  - 6月1日 - 射水郡西条村及び横田村を編入する。
- 1932年（昭和7年）
  - 10月1日 - 射水郡佐野村の区域の一部を編入する。
- 1933年（昭和8年）
  - 8月1日 - 射水郡二上村を編入する。
- 1942年（昭和17年）
  - 4月1日 - 射水郡伏木町、佐野村、能町村、野村、二塚村及び守山村を編入する。
  - 10月1日 - 射水郡新湊町を編入する。
- 1949年（昭和24年）
  - 1月1日 - 西礪波郡福田村を編入する。
- 1951年（昭和26年）
  - 1月1日 - 1942年（昭和17年）に編入する旧射水郡新湊町の区域が分立して、射水郡新湊町及び牧野村が発足する。
  - 3月17日 - 西礪波郡国吉村を編入する。
  - 4月4日 - 射水郡牧野村を編入する。
- 1953年（昭和28年）
  - 10月5日 - 氷見郡太田村、西礪波郡石堤村及び東五位村を編入する。
- 1954年（昭和29年）
  - 4月1日 - 西礪波郡小勢村を編入する。
- 1955年（昭和30年）
  - 4月1日 - 西礪波郡立野村を編入する。
- 1966年（昭和41年）
  - 2月10日 - 西礪波郡戸出町及び東礪波郡中田町を編入する。
- 2005年（平成17年）
  - 11月1日 - 高岡市及び西礪波郡福岡町が合併して、高岡市が発足する。これによって、西礪波郡は消滅。

## 行政

### 市長
- 出町譲（2025年（令和7年）7月12日就任、1期目）

歴代高岡市長は以下の通り。
| 代                              | 氏名                            | 就任年月日                      | 退任年月日                      |
| 歴代高岡市長（1889年 - 2005年） | 歴代高岡市長（1889年 - 2005年） | 歴代高岡市長（1889年 - 2005年） | 歴代高岡市長（1889年 - 2005年） |
| ------------------------------- | ------------------------------- | ------------------------------- | ------------------------------- |
| 1                               | 奥田貞済                        | 1889年（明治22年）5月16日       | 1891年（明治24年）4月9日        |
| 2                               | 市川伯孝                        | 1891年（明治24年）6月20日       | 1892年（明治25年）11月7日       |
| 3                               | 堀二作                          | 1892年（明治25年）11月8日       | 1898年（明治31年）11月7日       |
| 4                               | 筏井甚吉                        | 1898年（明治31年）11月11日      | 1901年（明治34年）9月20日       |
| 5                               | 堀二作                          | 1901年（明治34年）10月2日       | 1907年（明治40年）10月1日       |
| 6                               | 松島喜五郎                      | 1907年（明治40年）10月15日      | 1913年（大正2年）10月14日       |
| 7                               | 鳥山敬二郎                      | 1913年（大正2年）11月28日       | 1917年（大正6年）11月27日       |
| 8                               | 鳥山敬二郎                      | 1917年（大正6年）12月8日        | 1921年（大正10年）12月7日       |
| 9                               | 上埜安太郎                      | 1922年（大正11年）9月16日       | 1926年（大正15年）5月21日       |
| 10                              | 南慎一郎                        | 1926年（大正15年）8月7日        | 1930年（昭和5年）8月6日         |
| 11                              | 早苗西蔵                        | 1930年（昭和5年）8月11日        | 1934年（昭和9年）8月10日        |
| 12                              | 堀豊                            | 1934年（昭和9年）8月26日        | 1938年（昭和13年）7月22日       |
| 13                              | 木津太郎平                      | 1938年（昭和13年）12月4日       | 1942年（昭和17年）11月27日      |
| 14                              | 木津太郎平                      | 1942年（昭和17年）12月3日       | 1945年（昭和20年）12月19日      |
| 15                              | 堀健治                          | 1946年（昭和21年）1月25日       | 1946年（昭和21年）11月22日      |
| 16                              | 武田儀八郎                      | 1947年（昭和22年）4月5日        | 1948年（昭和23年）4月14日       |
| 17                              | 南慎一郎                        | 1948年（昭和23年）6月1日        | 1952年（昭和27年）5月31日       |
| 18                              | 堀健治                          | 1952年（昭和27年）6月1日        | 1956年（昭和31年）5月24日       |
| 19                              | 堀健治                          | 1956年（昭和31年）5月25日       | 1960年（昭和35年）5月24日       |
| 20                              | 堀健治                          | 1960年（昭和35年）5月25日       | 1964年（昭和39年）5月24日       |
| 21                              | 堀健治                          | 1964年（昭和39年）5月25日       | 1968年（昭和43年）5月24日       |
| 22                              | 堀健治                          | 1968年（昭和43年）5月25日       | 1972年（昭和47年）5月24日       |
| 23                              | 堀健治                          | 1972年（昭和47年）5月25日       | 1976年（昭和51年）5月24日       |
| 24                              | 堀健治                          | 1976年（昭和51年）5月25日       | 1980年（昭和55年）5月24日       |
| 25                              | 堀健治                          | 1980年（昭和55年）5月25日       | 1984年（昭和59年）5月24日       |
| 26                              | 堀健治                          | 1984年（昭和59年）5月25日       | 1988年（昭和63年）5月24日       |
| 27                              | 佐藤孝志                        | 1988年（昭和63年）5月25日       | 1992年（平成4年）5月24日        |
| 28                              | 佐藤孝志                        | 1992年（平成4年）5月25日        | 1996年（平成8年）5月24日        |
| 29                              | 佐藤孝志                        | 1996年（平成8年）5月25日        | 2000年（平成12年）5月24日       |
| 30                              | 佐藤孝志                        | 2000年（平成12年）5月25日       | 2004年（平成16年）5月24日       |
| 31                              | 橘慶一郎                        | 2004年（平成16年）5月25日       | 2005年（平成17年）10月31日      |
| 歴代高岡市長（2005年 - ）       |                                 |                                 |                                 |
| 1                               | 橘慶一郎                        | 2005年（平成17年）11月20日      | 2009年（平成21年）6月19日       |
| 2                               | 高橋正樹                        | 2009年（平成21年）7月12日       | 2013年（平成25年）7月11日       |
| 3                               | 高橋正樹                        | 2013年（平成25年）7月12日       | 2017年（平成29年）7月11日       |
| 4                               | 高橋正樹                        | 2017年（平成29年）7月12日       | 2021年（令和3年）7月11日        |
| 5                               | 角田悠紀                        | 2021年（令和3年）7月12日        | 2025年（令和7年）7月11日        |
| 6                               | 出町譲                          | 2025年（令和7年）7月12日        | 現職                            |

### 市役所
- 高岡市役所
  - 本庁舎

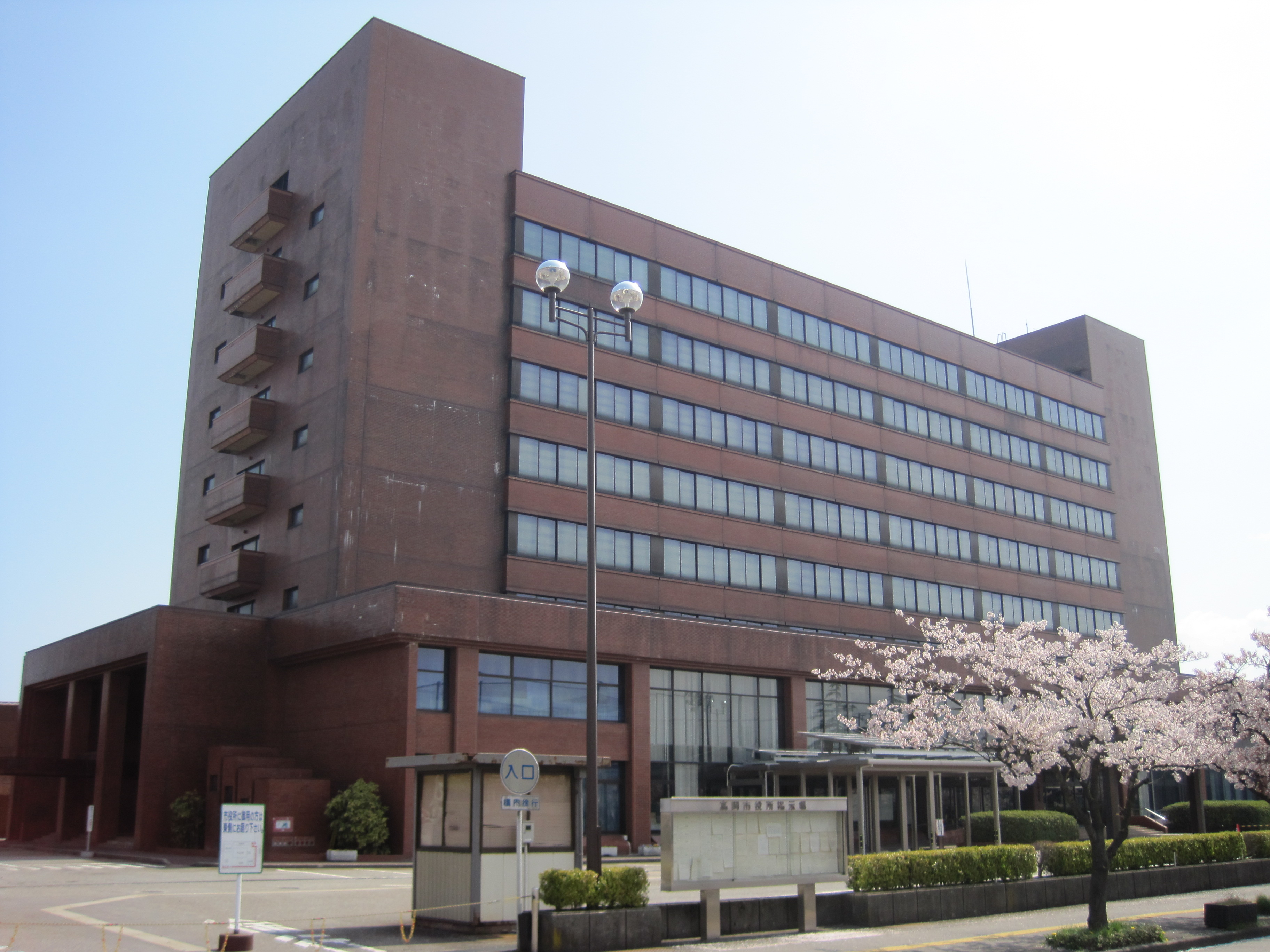
高岡市役所本庁舎

  - 伏木支所（高岡市伏木コミュニティセンター）
  - 戸出支所（高岡市戸出コミュニティセンター）
  - 中田支所（高岡市中田コミュニティセンター）
  - 福岡支所（福岡庁舎）

#### 消防
高岡市消防本部の4消防署、2出張所がある。なお、高岡市消防本部は氷見市の消防事務を受託しており、氷見消防署も管轄している。

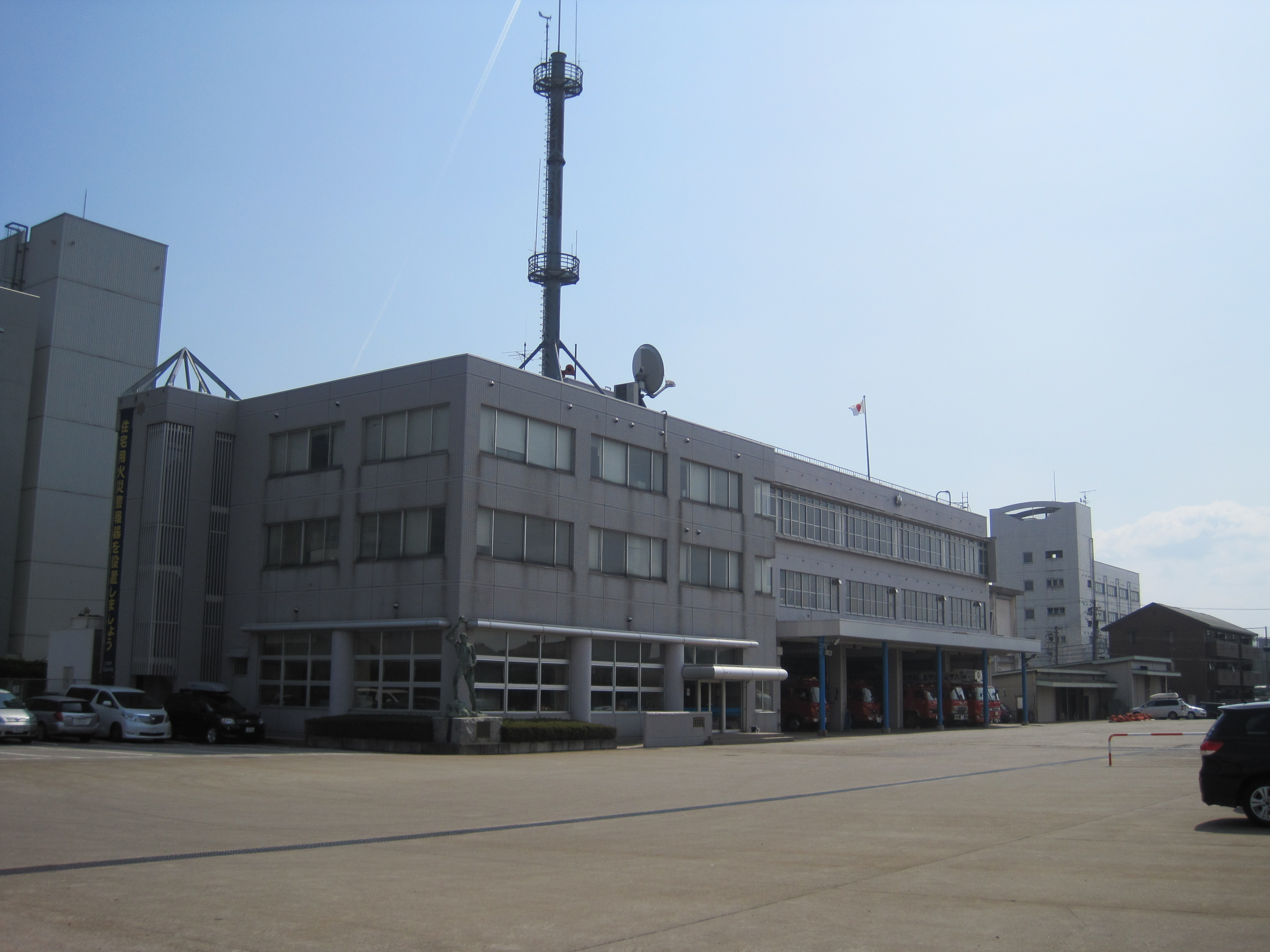
高岡市消防本部（高岡消防署）

- 高岡市消防本部
  - 高岡消防署
    - 南部出張所
    - 牧野出張所

  - 伏木消防署
  - 戸出消防署
  - 福岡消防署

#### その他の行政施設
- 高岡市国際交流センター
- 高岡市男女平等推進センター
- オタヤ市民サービスコーナー
- 高岡市防災センター
- 福岡防災センター

### 県の機関
- 富山県高岡総合庁舎
  - 高岡厚生センター
  - 高岡農林振興センター
  - 高岡土木センター
  - 高岡出納室
- 高岡児童相談所

#### 警察
牧野地区を除く全域が高岡警察署、牧野地区が射水警察署の管轄である。

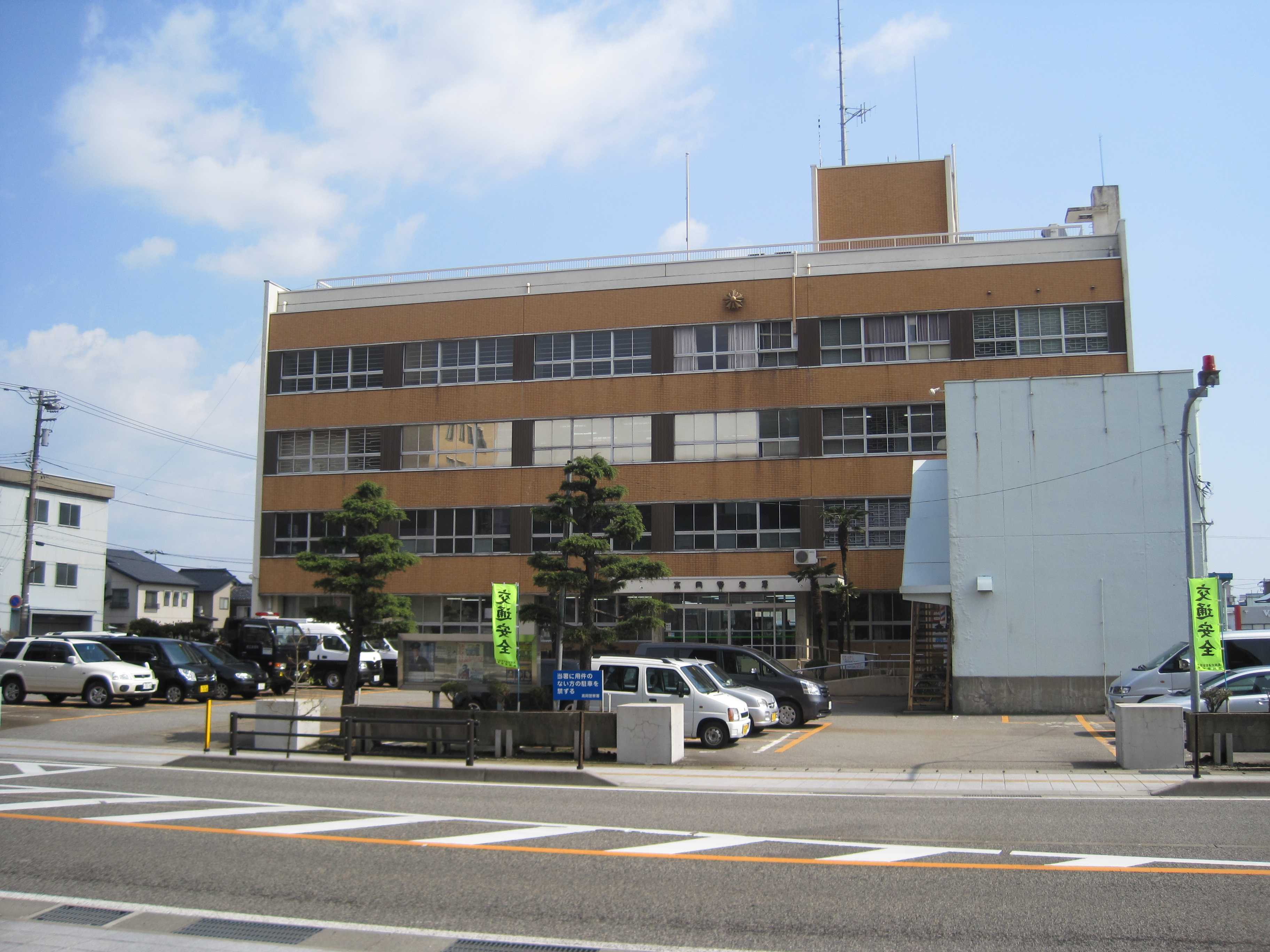
高岡警察署

- 高岡警察署
- 伏木幹部交番
- 高岡駅前交番
- 志貴野交番
- 御馬出交番
- 南星交番
- 横田交番
- 新高岡駅前交番
- 戸出交番
- 能町交番
- 野村交番
- 高岡西交番
- 福岡町交番
- 守山警察官駐在所
- 国吉警察署駐在所
- 太田警察官駐在所
- 中田警察官駐在所
- 西五位警察官駐在所

### 国の機関
- 富山地方法務局高岡支局
- 金沢国税局高岡税務署
- 富山労働局高岡労働基準監督署
- 富山労働局高岡公共職業安定所（ハローワーク高岡）
- 大阪税関伏木税関支署
- 第九管区海上保安本部伏木海上保安部

### 都市制度
高岡市は計量法による計量特定市に指定されている。

## 立法

### 市議会
高岡市議会は定数27人の議員で構成される。定例会と臨時会があり、定例会は3月、6月、9月、12月に行われる。
2025年（令和7年）8月現在の会派構成は以下の通り。
| 会派名                     | 議員数 |
| -------------------------- | ------ |
| 同志会                     | 15     |
| 自由民主党高岡市議会議員会 | 1      |
| 高岡愛                     | 1      |
| 立憲民主・社民議員団       | 3      |
| 公明党                     | 2      |
| 合計                       | 22     |

### 県議会
- 高岡市選挙区
- 定数 7人
- 任期 2023年（令和5年）4月30日 - 2027年（令和9年）4月29日

| 氏名       | 党派名     | 当選回数 | 備考 |
| ---------- | ---------- | -------- | ---- |
| 山本徹     | 自由民主党 | 6        |      |
| 川島国     | 自由民主党 | 3        |      |
| 針山健史   | 自由民主党 | 2        |      |
| 瀬川侑希   | 自由民主党 | 2        |      |
| 嶋川武秀   | 自由民主党 | 1        |      |
| 横田誠二   | 自由民主党 | 1        | 補選 |
| 井加田まり | 立憲民主党 | 4        |      |

### 衆議院・参議院
- 衆議院 富山県第3区（高岡市、射水市、氷見市、砺波市、小矢部市、南砺市）
- 定数 1人
- 任期 2024年（令和6年）10月27日 - 2028年（令和10年）10月26日（第50回衆議院議員総選挙）

| 氏名     | 党派名     | 当選回数 | 備考   |
| -------- | ---------- | -------- | ------ |
| 橘慶一郎 | 自由民主党 | 6        | 選挙区 |

- 参議院 富山県選挙区（富山県）
- 定数 2人
- 任期 2025年（令和7年）7月29日 - 2031年（令和13年）7月28日（第27回参議院議員通常選挙）
- 任期 2022年（令和4年）7月26日 - 2028年（令和10年）7月25日（第26回参議院議員通常選挙）

| 氏名       | 党派名     | 当選回数 | 備考       |
| ---------- | ---------- | -------- | ---------- |
| 庭田幸恵   | 国民民主党 | 1        | 2031年改選 |
| 野上浩太郎 | 自由民主党 | 4        | 2028年改選 |

## 司法
- 富山地方裁判所高岡支部
- 富山家庭裁判所高岡支部
- 高岡簡易裁判所
- 富山地方検察庁高岡支部
- 高岡区検察庁
- 高岡検察審査会
- 富山刑務所高岡拘置支所

## 経済
高岡銅器、高岡漆器、高岡仏壇といった伝統工芸が受け継がれている。特に銅製品は国内シェア9割以上であり、その技術の粋でもある高岡大仏は「銅器のまち」高岡のシンボルとなっている。また、福岡地区は菅笠づくりで知られ、こちらも国内シェア9割以上である。
近代以降はアルミ、化学、薬品、製紙といった産業が盛ん。豊富な水を利用した水力発電による安価な電力を背景に、特にアルミ産業が盛んであり、アルミ建材の国内シェア3位の三協立山が本社を置く。
市内に本社を置く東証プライム上場企業に中越パルプ工業、CKサンエツ、三協立山、トナミホールディングス（トナミ運輸）、東証スタンダード上場企業にタカギセイコー、富山銀行、伏木海陸運送がある。また、創業者ゆかりの地という経緯から読売新聞の北陸支社が置かれている。
2015年（平成27年）の国勢調査による就業人口は、第一次産業が1,868人（2.2%）、第二次産業が28,097人（32.7%）、第三次産業が54,505人（63.5%）、その他の産業が1,362人（1.6%）だった。

### 本社を置く企業

トナミ運輸本社

富山銀行本店

- イセ
- イルカ交通
- エムアールテクノサービス
- 大野屋
- 加越能バス
- キタムラ機械
- 協和ファーマケミカル
- 三協立山
- 三協マテリアル
- 三幸
- シーケー金属
- CKサンエツ
- ショウワノート
- 頭川証券
- 助野
- 高岡ガス
- 高岡ケーブルネットワーク
- 高岡市農業協同組合（JA高岡）
- 高岡信用金庫
- タカギセイコー
- 中越パルプ工業
- トナミ運輸
- トナミホールディングス
- 富山銀行
- 富山サンダーバーズベースボールクラブ
- 能作
- BBSジャパン
- ヒラキストア
- 伏木海陸運送
- 文苑堂書店
- 北陸アルミニウム
- 北陸コカ・コーラボトリング
- マスオカ
- 万葉線
- 柳瀬仏壇
- ヤヨイ化学工業
- ラジオたかおか

### 支社・事業所を置く企業
- アステラス製薬高岡工場
- クラシエ製薬高岡工場
- 新日本電工富山工場
- チューリップテレビ高岡支社[注釈 1]
- 鉄道機器富山工場
- 東亞合成高岡工場
- 富山新聞高岡支社[注釈 2]
- 日東製網高岡事業所
- 日本ゼオン高岡工場
- 日本重化学工業高岡事業所[注釈 3]
- 日本曹達高岡営業所・高岡工場
- 読売新聞北陸支社

### 大型商業施設

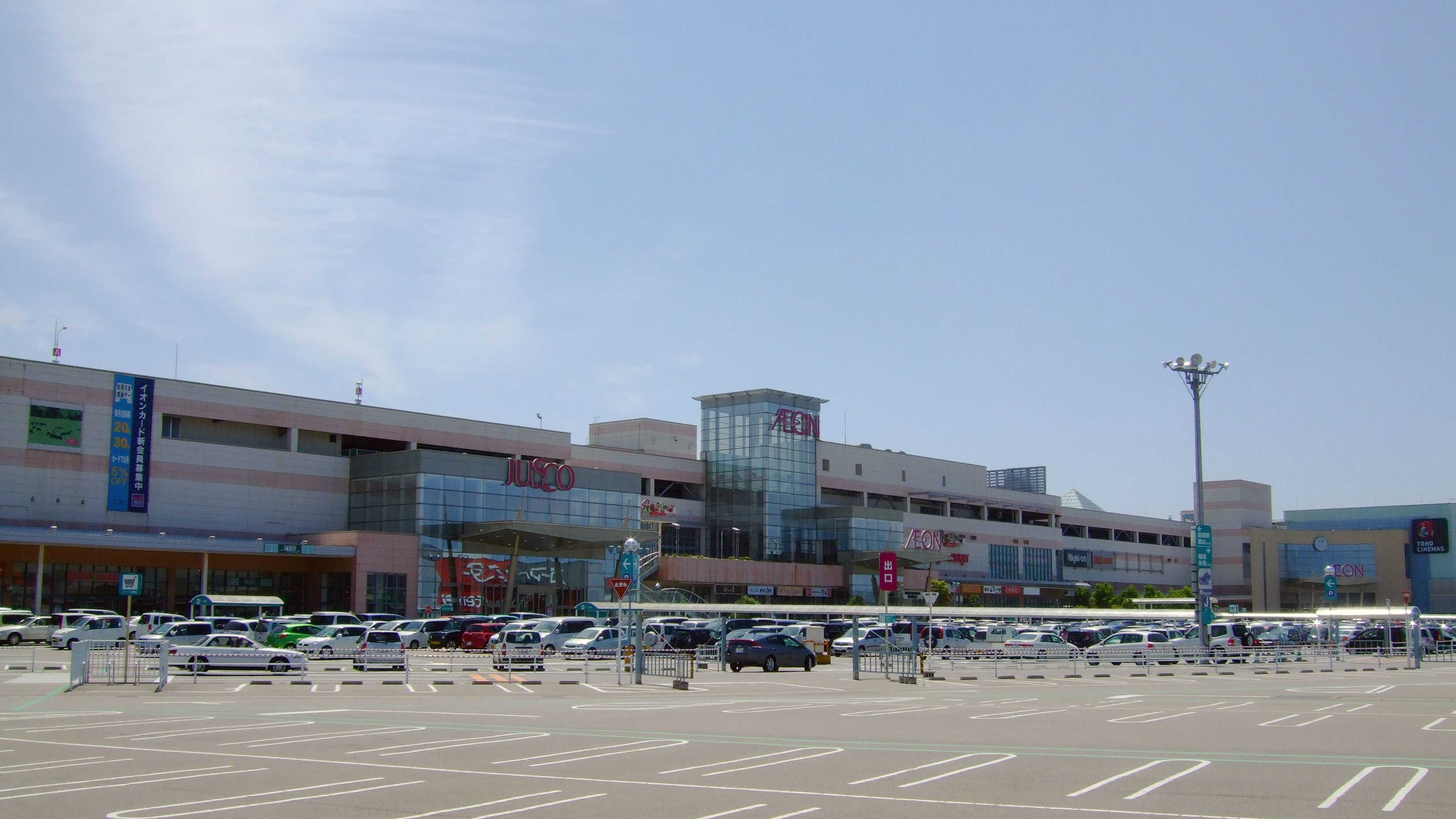
イオンモール高岡

- イオンモール高岡
- イオン高岡江尻店
- 御旅屋セリオ（旧大和高岡店）

### その他の産業施設
- 高岡市デザイン・工芸センター
- 高岡市創業者支援センター
- 高岡地方卸売市場
- 高岡市農業センター（アグリピア高岡）
- 高岡地域地場産業センター（ZIBA）
- 富山県産業創造センター（高岡テクノドーム）
- 富山県総合デザインセンター

## 医療・福祉

### 医療機関

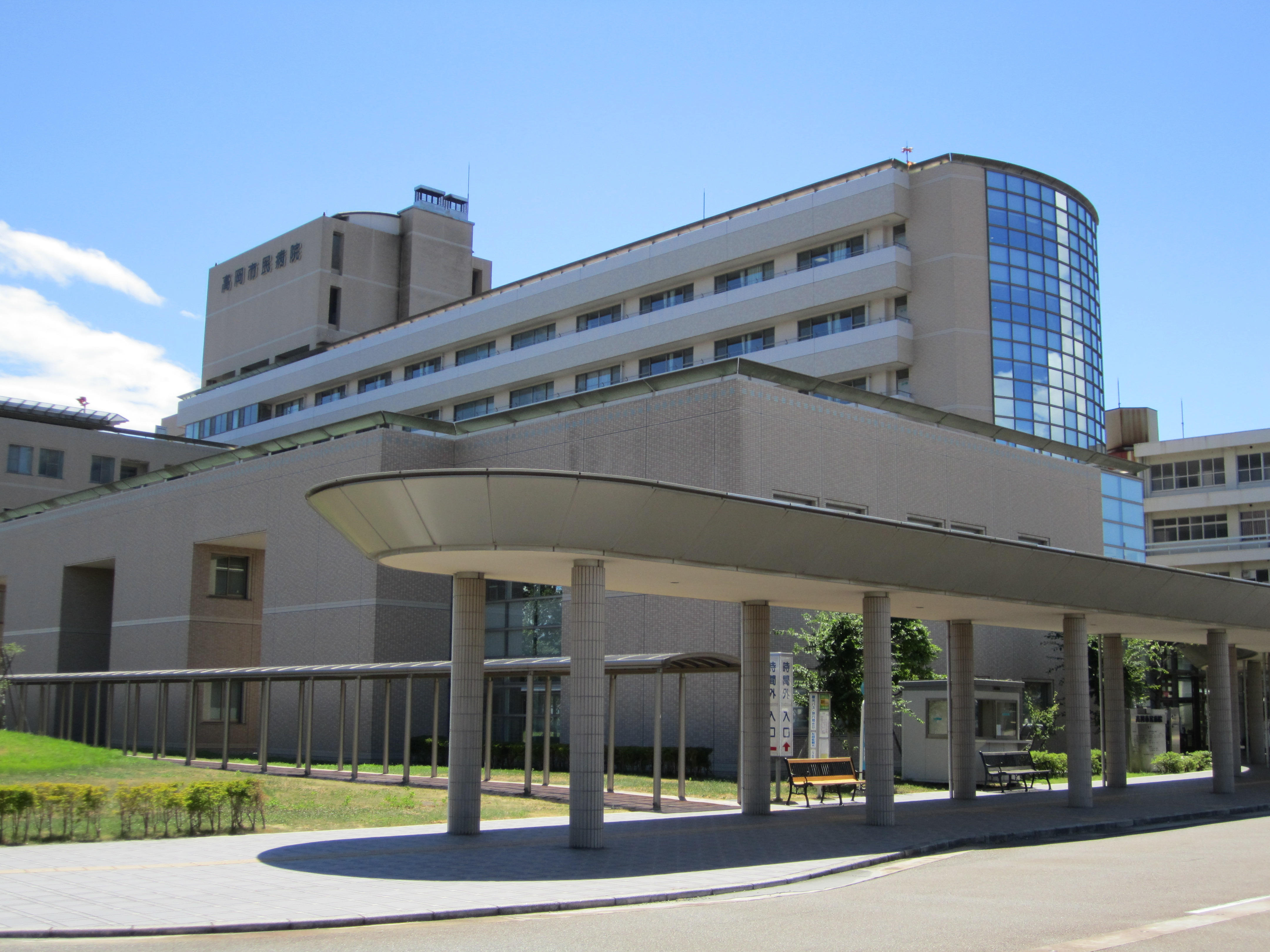
高岡市民病院

- 高岡市民病院
- 済生会高岡病院
- 厚生連高岡病院
- JCHO高岡ふしき病院
- 高岡市急患医療センター

### 保健・福祉施設
- 高岡市保健センター
- 高岡市福岡健康福祉センター
- 高岡市社会福祉協議会館
- 高岡市ふれあい福祉センター
- 万葉社会福祉センター
- 福岡社会福祉センター（こぶし荘）

## 環境

### ごみ処理施設
- 高岡市ストックヤード
- 高岡市埋立処分場
- 燃やせるごみは氷見市の高岡広域エコ・クリーンセンター（高岡・氷見・小矢部の3市で運営）で処理している。

## 教育
高岡市は、高岡の伝統工芸を通して、ものづくりの見方や考え方、豊かな生活を創造する資質や能力を育成することを目指し、小学5年生から中学1年生を対象に独自の科目「ものづくり・デザイン科」を実施している。

### 学校教育法に基づく教育施設

#### 幼稚園
- 高岡第一学園附属第一幼稚園
- 高岡第一学園附属第三幼稚園
- 高岡第一学園附属第五幼稚園

#### 小学校
- 高岡市立成美小学校
- 高岡市立博労小学校
- 高岡市立高陵小学校
- 高岡市立下関小学校
- 高岡市立高岡西部小学校
- 高岡市立万葉小学校
- 高岡市立伏木小学校
- 高岡市立古府小学校
- 高岡市立能町小学校
- 高岡市立南条小学校
- 高岡市立二塚小学校
- 高岡市立野村小学校
- 高岡市立牧野小学校
- 高岡市立太田小学校
- 高岡市立五位小学校
- 高岡市立戸出東部小学校
- 高岡市立戸出西部小学校
- 高岡市立中田小学校
- 高岡市立木津小学校
- 高岡市立福岡小学校

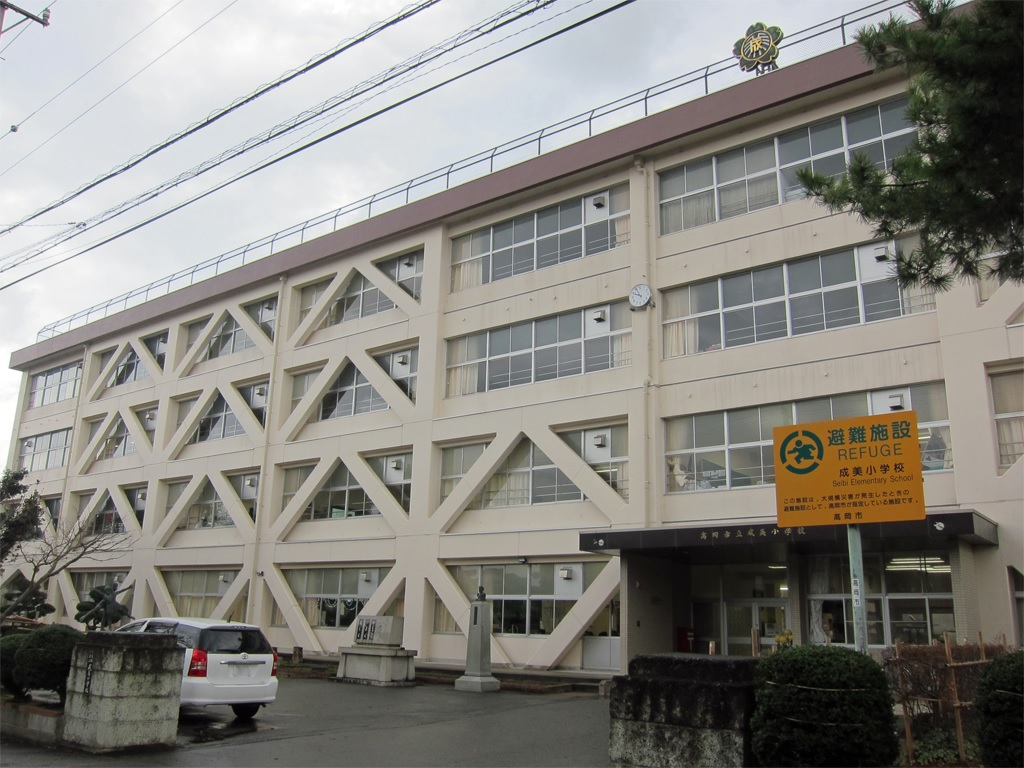
高岡市立成美小学校

- 廃止された学校は富山県小学校の廃校一覧#高岡市を参照。

#### 中学校
- 高岡市立高陵中学校
- 高岡市立高岡西部中学校
- 高岡市立南星中学校
- 高岡市立志貴野中学校
- 高岡市立芳野中学校
- 高岡市立伏木中学校
- 高岡市立牧野中学校
- 高岡市立五位中学校
- 高岡市立戸出中学校
- 高岡市立中田中学校
- 高岡市立福岡中学校

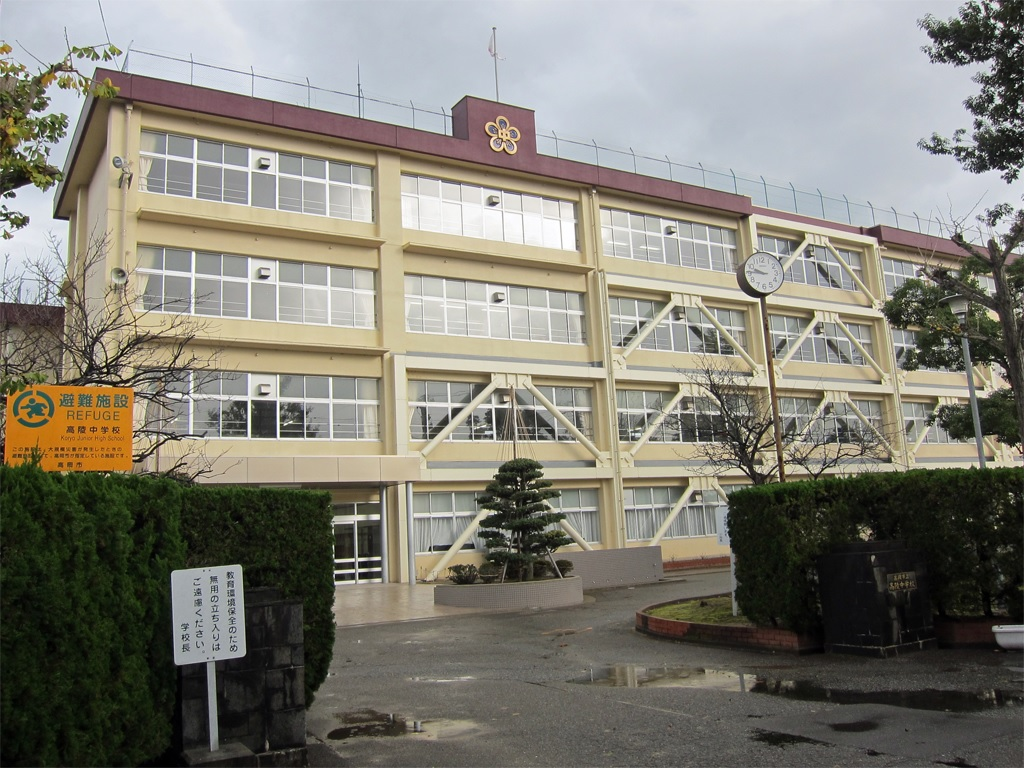
高岡市立高陵中学校

- 廃止された学校は富山県中学校の廃校一覧#高岡市を参照。

#### 義務教育学校
- 高岡市立国吉義務教育学校

#### 高等学校
- 富山県立高岡高等学校
- 富山県立高岡工芸高等学校
- 富山県立高岡商業高等学校
- 富山県立伏木高等学校
- 富山県立高岡南高等学校
- 富山県立志貴野高等学校
- 富山県立福岡高等学校
- 高岡第一高等学校
- 高岡向陵高等学校
- 高岡龍谷高等学校

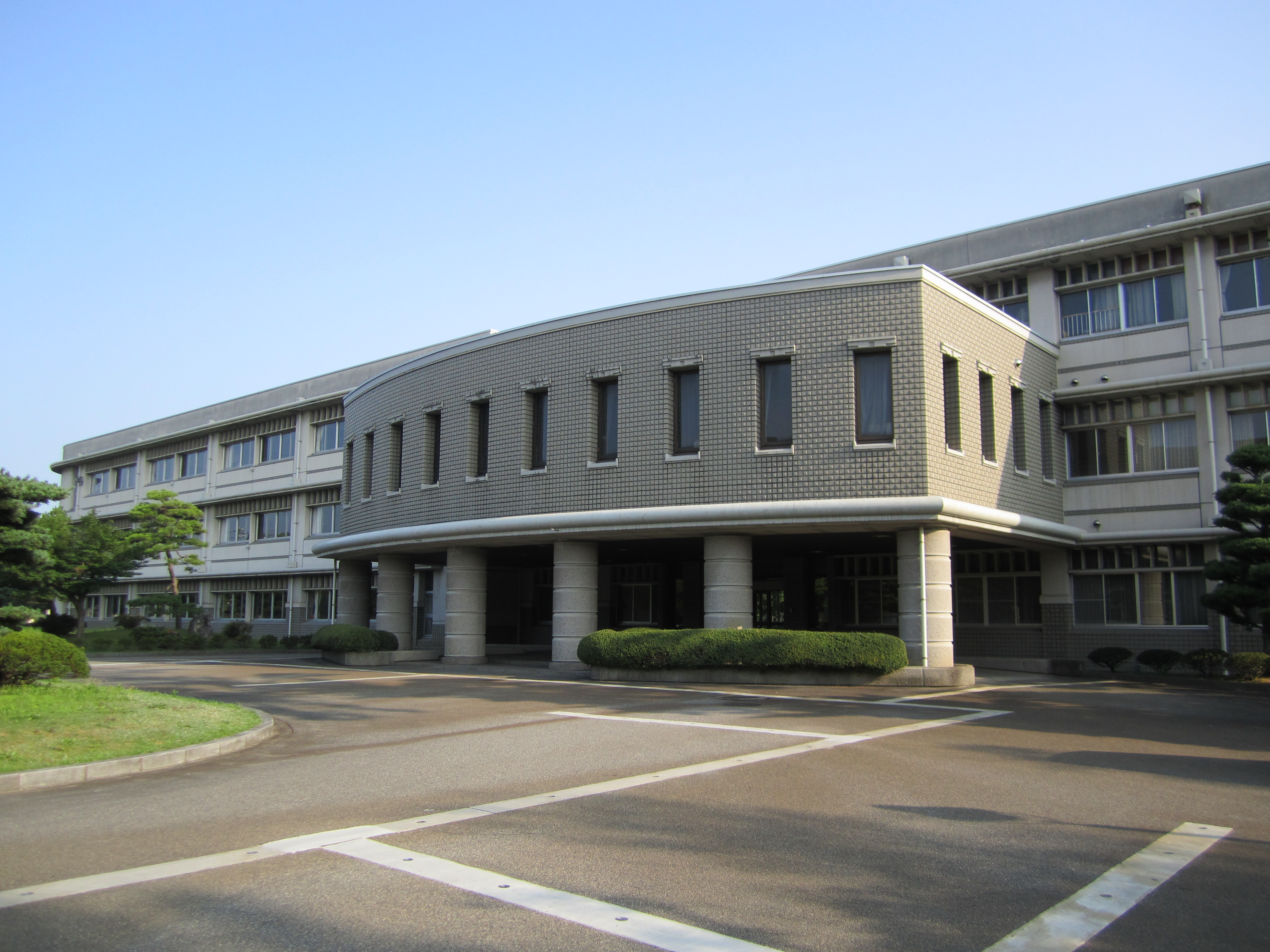
富山県立高岡高等学校

- 廃止された学校は富山県高等学校の廃校一覧#高岡市を参照。

#### 特別支援学校
- 高岡市立こまどり支援学校
- 富山県立高岡聴覚総合支援学校
- 富山県立高岡支援学校
- 富山県立高岡高等支援学校
- 富山県立高志支援学校高等部こまどり分教室

#### 大学
- 富山大学高岡キャンパス（芸術文化学部）
- 高岡法科大学

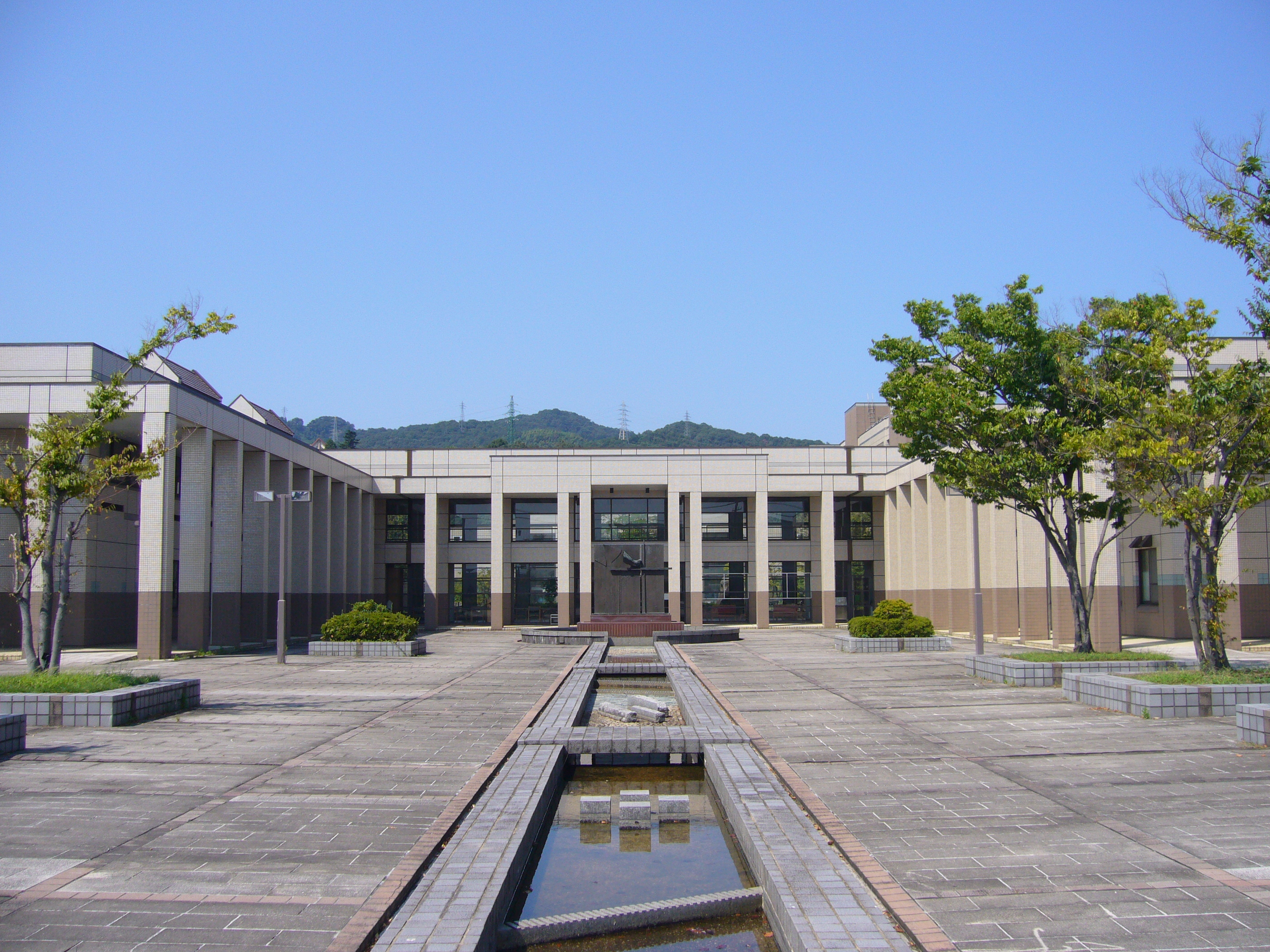
富山大学高岡キャンパス

- 高岡短期大学 - 2005年（平成17年）に富山大学と統合。現在の富山大学高岡キャンパス。

#### 専修学校
- 高岡第一学園幼稚園教諭・保育士養成所
- 安川専門学校ロイモード学院
- 富山県高岡看護専門学校

#### 各種学校
- 高岡自動車学校
- 高新自動車学校
- 北陸自動車学校

### その他の教育施設

#### 認定こども園
- 高岡市立福岡あおぞらこども園
- かたかご幼稚園かたかご保育園
- 福岡幼稚園
- こばと幼稚園
- 坂ノ下保育園
- ふたばこども園
- 中田保育園
- みつば保育園
- いずみ幼稚園
- 国吉ちくば保育園
- 盤若野保育園
- 高岡保育園
- 若葉保育園
- 上関保育園
- 能町保育園
- 高岡第一学園附属第二幼稚園
- 和田保育園
- 野村保育園
- 定塚保育園
- ひかり幼稚園
- 福岡ひばり園

#### 保育園
- 高岡市立中央保育園
- 高岡市立西部保育園
- 高岡市立伏木古府保育園
- 高岡市立佐野保育園
- 高岡市立太田保育園
- 高岡市立二塚保育園
- 高岡市立川原保育園
- 高岡市立戸出保育園
- 高岡市立戸出東部保育園
- 高岡市立はおか保育園
- 高岡市立万葉なかよし保育園
- 高岡市立牧野かぐら保育園
- さくら保育園
- 南部保育園
- 成美保育園
- 正徳保育園
- 伏木保育園
- 吉久ひなどり保育園
- 国吉光徳保育園
- 石堤保育園
- 立野保育所
- 市野瀬保育園
- 戸出北部保育園
- すみれ保育園
- つくし保育園
- 戸出西部保育園
- 牧野みどり保育園
- あさひ保育園
- 済生会高岡なでしこ保育園

## 文化

### 文化施設

#### 図書館

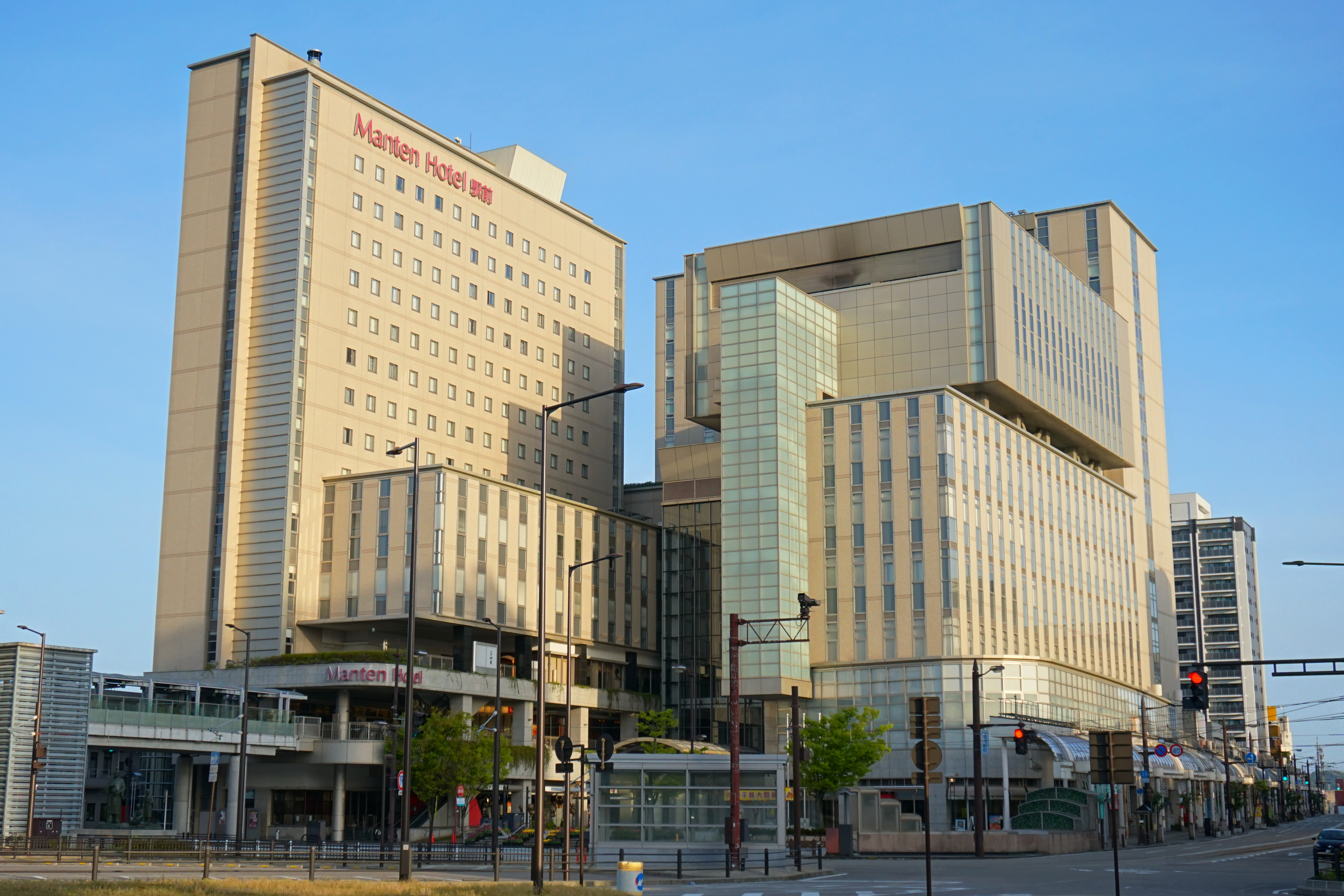
高岡市立中央図書館（ウイング・ウイング高岡）

- 高岡市立中央図書館
- 高岡市立伏木図書館
- 高岡市立戸出図書館
- 高岡市立中田図書館
- 高岡市立福岡図書館
- 富山大学附属芸術文化図書館
- 高岡法科大学図書館
- 眉丈文庫（私立図書館）

#### 博物館・美術館
- 高岡御車山会館
- 高岡市万葉歴史館
- 高岡市美術館

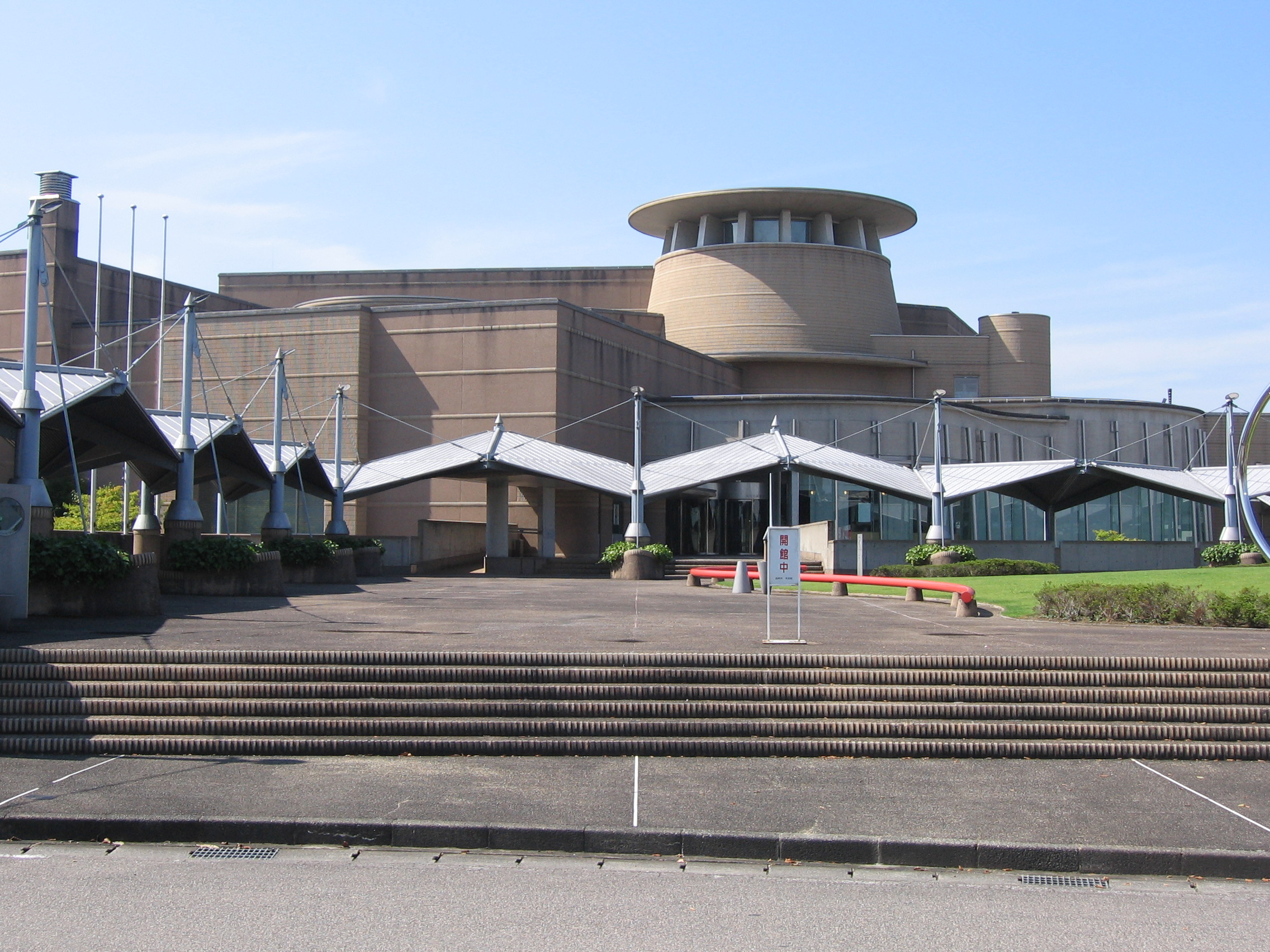
高岡市美術館

  - 高岡市藤子・F・不二雄ふるさとギャラリー
- 高岡市立博物館
- ミュゼふくおかカメラ館
- 高岡市福岡歴史民俗資料館
  - 雅楽資料展示分室（雅楽の館）
- 高岡市土蔵造りのまち資料館
- 高岡市鋳物資料館
- 高岡市伏木北前船資料館
- 高岡市伏木気象資料館
- 清水町配水塔資料館
- 青井記念館美術館
- 定塚ギャラリー

#### 動物園・植物園

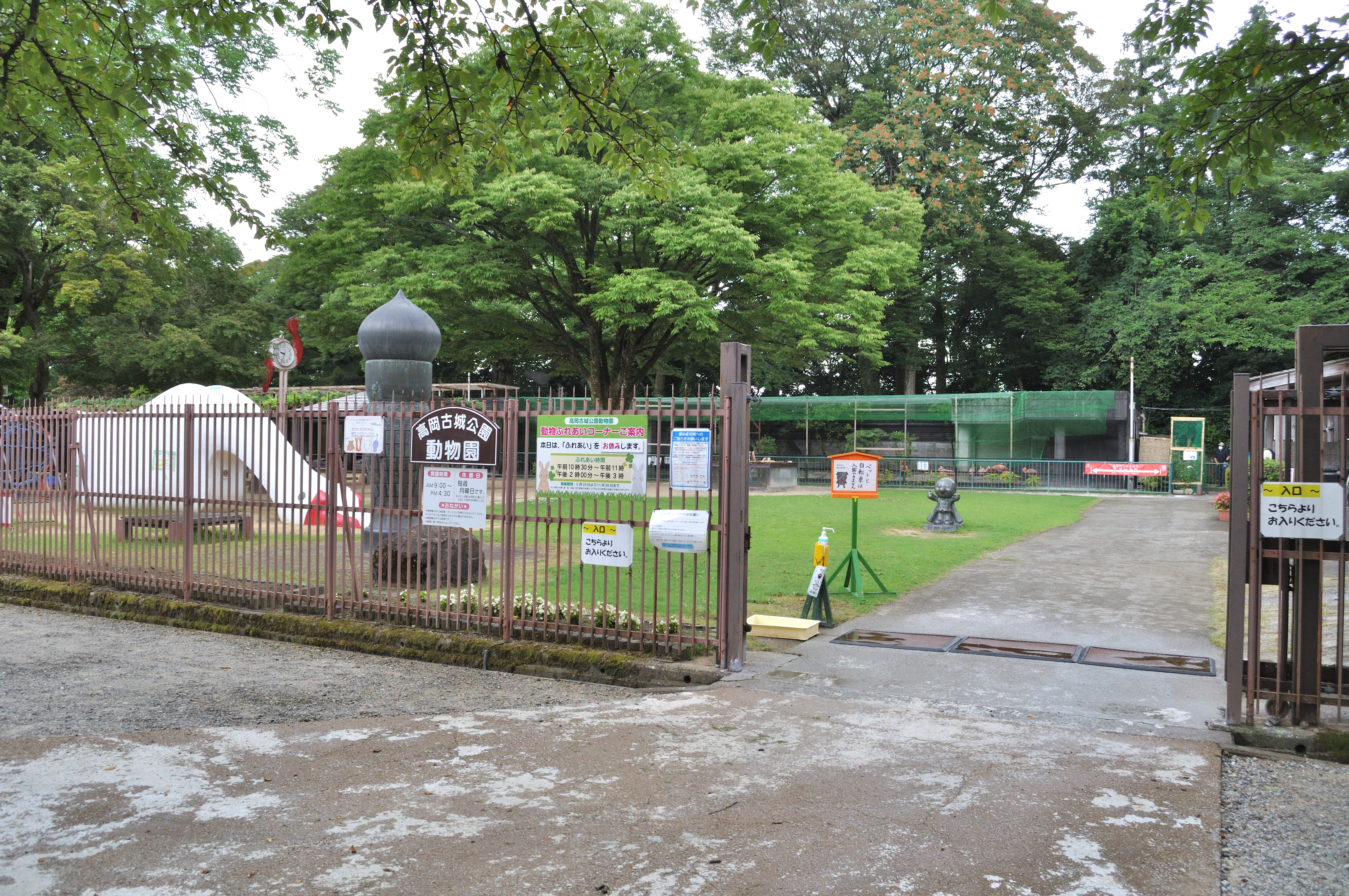
高岡古城公園動物園

- 高岡古城公園動物園
- 二上山万葉植物園

#### コンサートホール
- 富山県高岡文化ホール
- ふくおか総合文化センター（Uホール）

#### 公民館
おおむね1地区に1館の市立公民館が設置されている。伏木地区は2館（伏木、古府）、戸出地区は4館（戸出、北般若、是戸、醍醐）、福岡地区は2館（福岡中央、福岡）。木津公民館は博労地区と佐野地区の一部（木津地区）を対象とする。五位山地区は市立公民館が設置されていない。
- 高岡市立平米公民館
- 高岡市立定塚公民館
- 高岡市立下関公民館
- 高岡市立博労公民館
- 高岡市立横田公民館
- 高岡市立西条公民館
- 高岡市立川原公民館
- 高岡市立成美公民館
- 高岡市立二上公民館
- 高岡市立能町公民館
- 高岡市立牧野公民館
- 高岡市立野村公民館
- 高岡市立二塚公民館
- 高岡市立佐野公民館
- 高岡市立木津公民館
- 高岡市立福田公民館
- 高岡市立小勢公民館
- 高岡市立立野公民館
- 高岡市立東五位公民館
- 高岡市立石堤公民館
- 高岡市立国吉公民館
- 高岡市立守山公民館
- 高岡市立伏木公民館
- 高岡市立古府公民館
- 高岡市立太田公民館
- 高岡市立戸出公民館
- 高岡市立北般若公民館
- 高岡市立是戸公民館
- 高岡市立醍醐公民館
- 高岡市立中田公民館
- 高岡市立福岡中央公民館
- 高岡市立福岡公民館
- 高岡市立山王公民館
- 高岡市立大滝公民館
- 高岡市立西五位公民館
- 高岡市立赤丸公民館

#### その他の文化施設
- 高岡市生涯学習センター
- 高岡市文化芸能館
- 高岡市五位山交流館
- 高岡市埋蔵文化財センター

### 食文化・ご当地グルメ
- 西田のたけのこ
- 剣鍔文様付き円型きんつば
- 高岡コロッケ
- 高岡グリーンラーメン
- 高岡ラスクかりっこ
- 高岡昆布飯

## スポーツ

### スポーツ施設

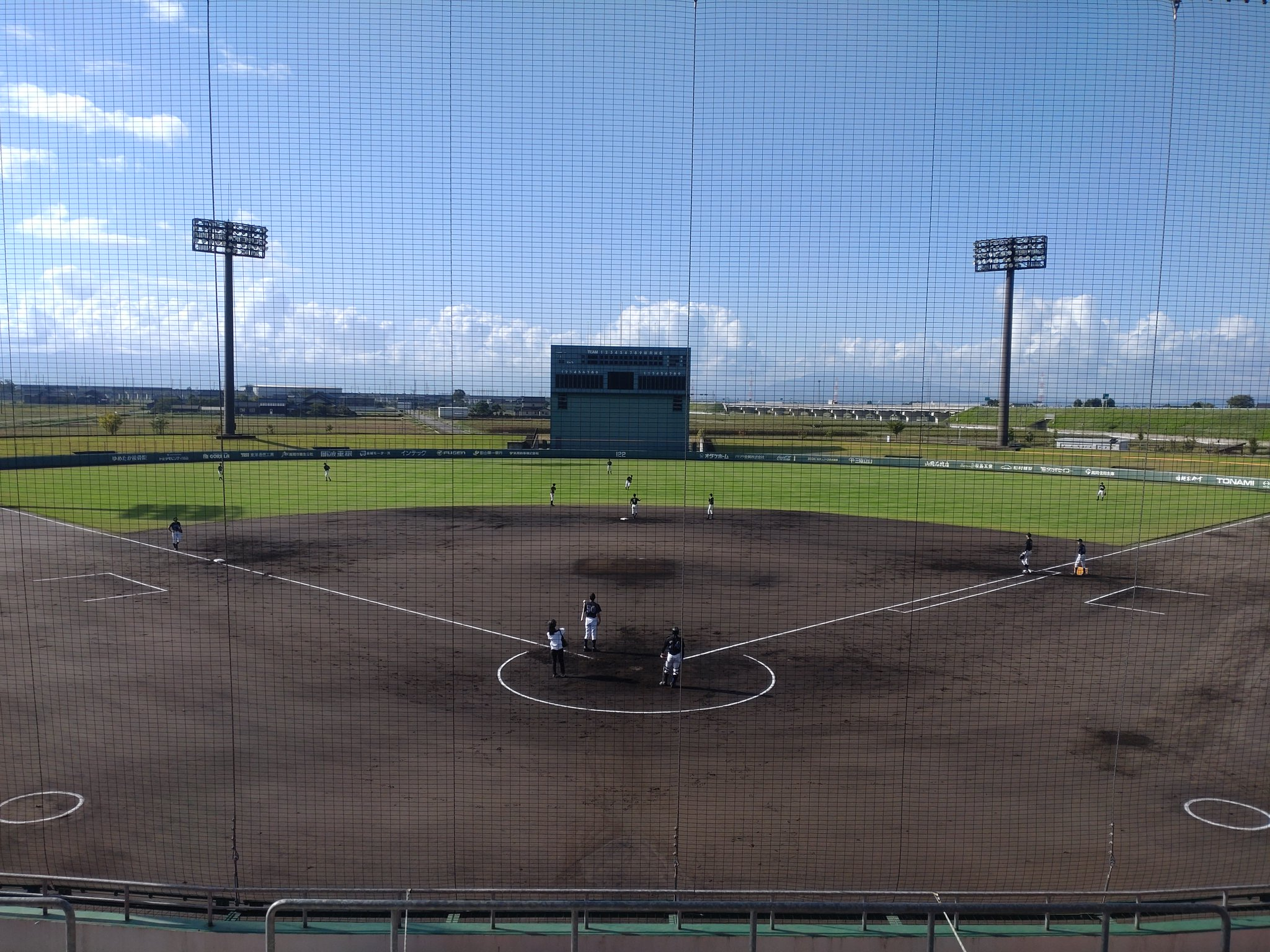
高岡西部総合公園野球場（ボールパーク高岡）

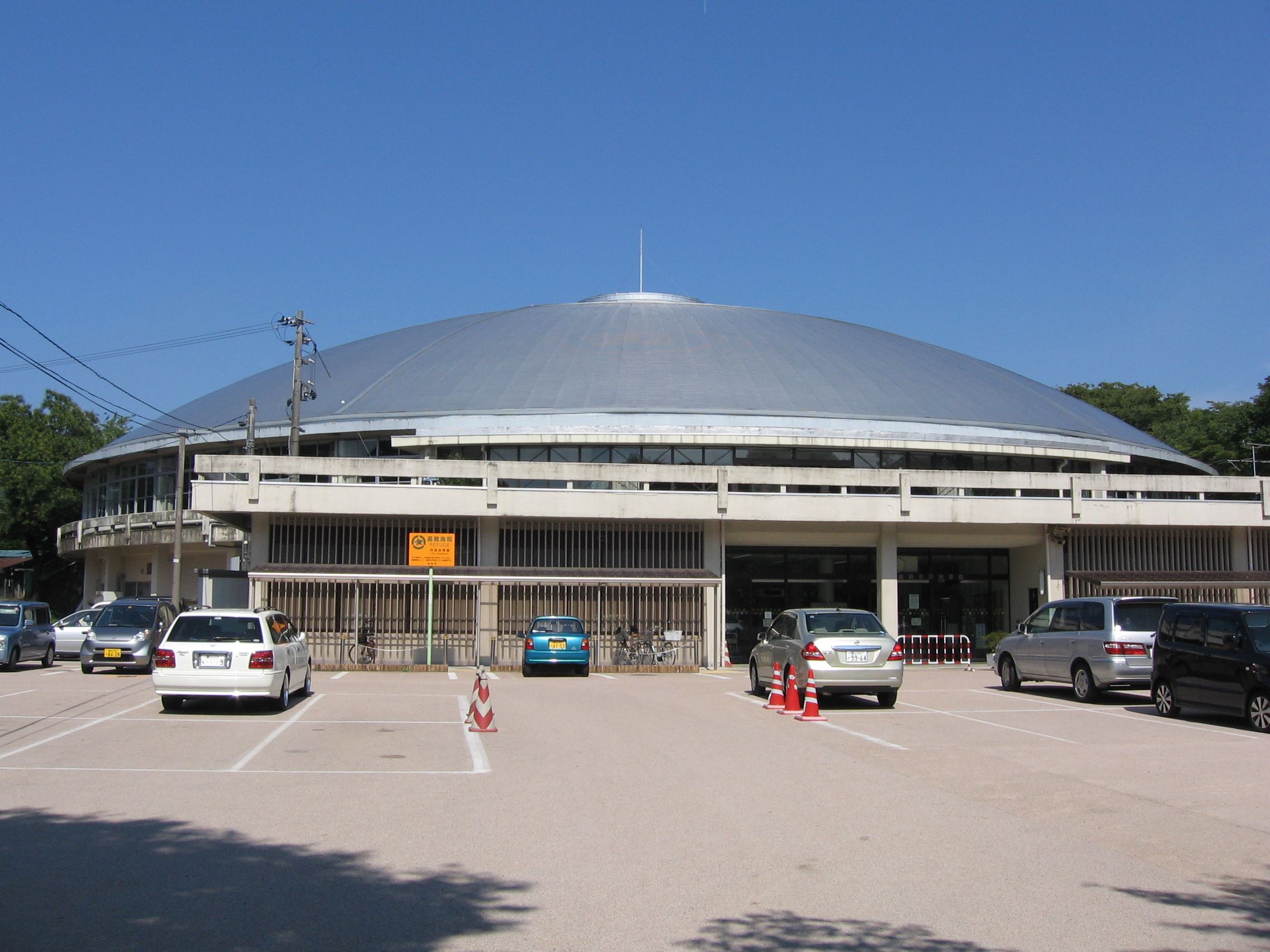
高岡市民体育館（東洋通信スポーツセンター）

- 高岡西部総合公園野球場（ボールパーク高岡）
- 城光寺運動公園
  - 高岡市営城光寺野球場
  - 高岡市営城光寺陸上競技場
- 高岡市営福岡グラウンド
- 県営新港野球場
- 高岡スポーツコア
- 高岡市民体育館（東洋通信スポーツセンター）
- 高岡市竹平記念体育館
- 高岡市万葉スポーツセンター
- 高岡市福岡B&G海洋センター
- 高岡市営前田庭球場
- 高岡市営福岡テニスコート
- 高岡市営長慶寺室内プール
- 高岡市スポーツ健康センター
- 富山県高岡総合プール
- 高岡市西明寺パークゴルフ場
- 高岡市グラウンド・ゴルフ場
- 高岡市営弓道場
- 県営高岡武道館
- 髙岡カントリー倶楽部
- 花尾カントリークラブ
- その他、市内各所に体育館やトレーニングセンターなどがある。

### 高岡市に本拠地を置くスポーツチーム
- 富山GRNサンダーバーズ - 独立リーグ日本海リーグに所属するプロ野球チーム。
- 伏木海陸運送硬式野球部 - 伏木海陸運送の社会人野球チーム。
- ジョカトーレ高岡サッカークラブ - 富山県フットボールリーグに所属するサッカーチーム。
- トナミ運輸バドミントン部 - バドミントンS/Jリーグに所属するトナミ運輸の社会人バドミントンチーム。

### スポーツ大会
- 高岡ねがいみち駅伝（5月）
- 高岡万葉マラソン（6月）
- 万葉の里高岡 二上山トレイルラン（9月）
- 富山マラソン（10月/11月） - 高岡市役所前をスタート地点、富山市の富岩運河環水公園をゴール地点とする市民マラソン大会。

### 学生スポーツ
県立高岡商業高校が高校野球の県内強豪であり、全国高等学校野球選手権大会に22回、選抜高等学校野球大会に5回出場している。その他、高校野球全国大会に出場経験がある学校として高岡第一高校と県立福岡高校がある。
社会人バドミントンの強豪トナミ運輸が本拠地を置くこともあり、バドミントンが盛んで、全国高等学校総合体育大会バドミントン競技大会や全国高等学校選抜バドミントン大会でベスト4以上の経験がある学校として県立高岡商業高校、県立高岡工芸高校、高岡第一高校、旧県立高岡西高校がある。

## 宗教

### 神社

高岡関野神社（末広町）

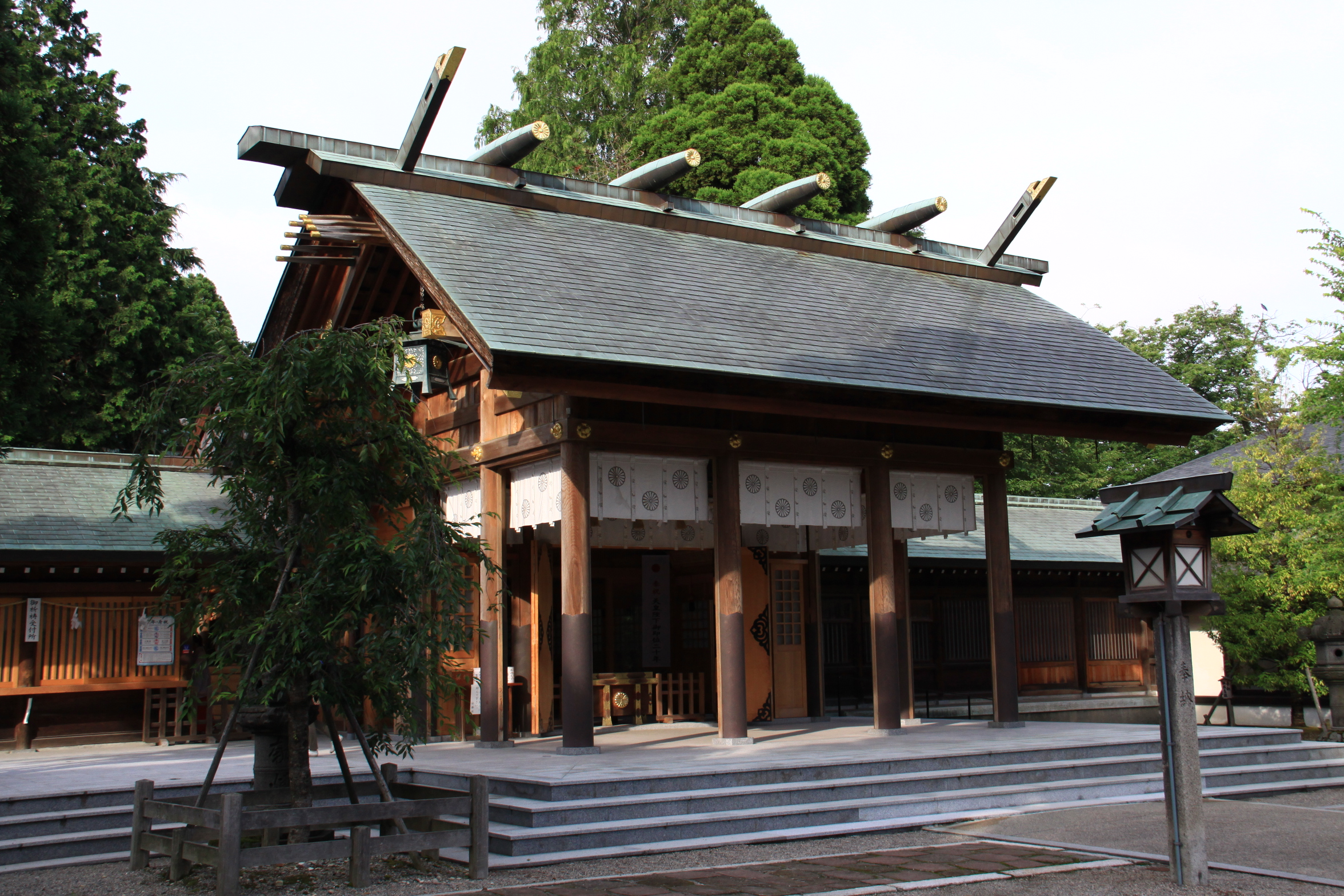
射水神社（古城）

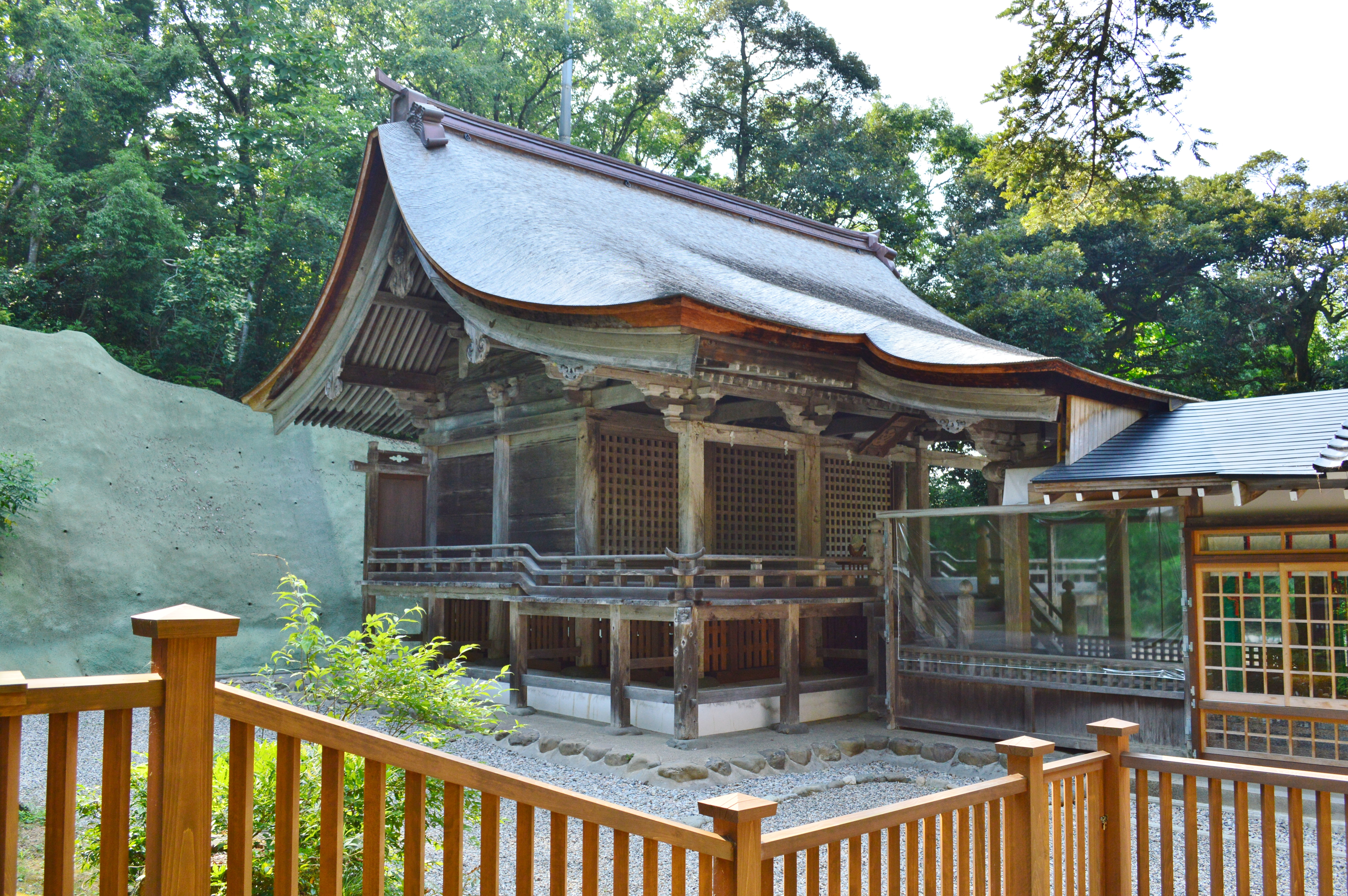
気多神社（伏木一宮）

- 吉久神明社（吉久）
- 野村神社（野村）
- 高岡関野神社（末広町）
- 大手町神明社（大手町）
- 射水神社（古城）
- 中川熊野神社（中川本町）
- 伏木神社（伏木東一宮）
- 気多神社（伏木一宮）
  - 大伴神社（伏木一宮）
- 浅井神社（石堤）
- 井口神社（蓮花寺）
- 一万当社（二塚）
- 白山神社（二塚）
- 荊波神社（和田）
- 有礒正八幡宮（横田町）
- 熊野神社（熊野町）
- 五福町神明社（五福町）
- 木町神社（木町）
- 内免神明社（内免）
- 早川八幡社（早川）
- 速川神社（波岡）
- 見多気神社（月野谷）
- 道神社（五十里）
- 頭川神社（頭川）
- 物部神社（東海老坂）
- 二上射水神社（二上）
- 浅井神社（福岡町赤丸）
- 五社之祠（戸出市野瀬）
- 戸出野神社（戸出町）
- 徳市神明社（戸出徳市）
- 春日神社（戸出春日）
- 石代八幡社（戸出石代）
- 戸隠神社（戸出石代）
- 西保神社（戸出西部金屋）
- 吉住新神明社（戸出吉住新）
- 吉住熊野神社（戸出吉住）
- 吉住八幡社（戸出吉住）
- 吉住又新神明社（戸出吉住）
- 大清水神社（戸出大清水）
- 増仁神明社（戸出大清水）
- 常国神社（常国）
- 移田八幡宮（中田）

### 寺院

勝興寺（伏木古国分）

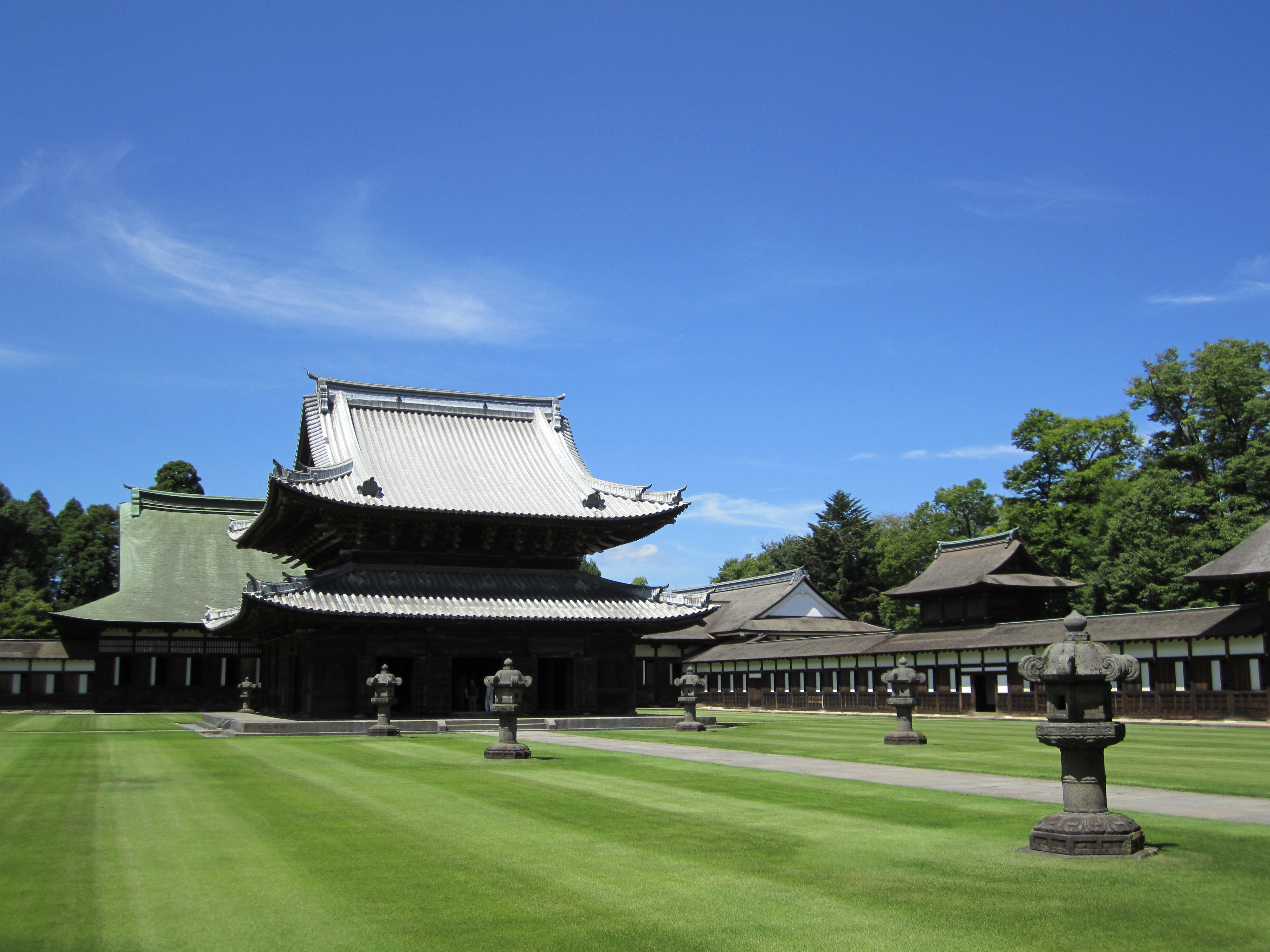
瑞龍寺（関本町）

- 本陽寺（片原町）
- 常念寺（大手町）
- 大佛寺（大手町）
- 勝興寺（伏木古国分）
- 越中国分寺（伏木一宮）
- 正法寺（伏木一宮）
- 観音寺（城光寺）
- 佛石寺（城光寺）
- 国泰寺（太田）
- 西念寺（立野）
- 蓮華寺（蓮花寺）
- 歓盛寺（二塚）
- 宗泉寺（金屋町）
- 瑞龍寺（関本町）
- 総持寺（関町）
- 繁久寺（芳野）
- 正覚寺（大町）
- 大法寺（利屋町）
- 西念寺（四屋）
- 聖安寺（瑞穂町）
- 金光院（二上）
- 慈尊院（二上）
- 長安寺（福岡町福岡）
- 鐘泉寺（福岡町木舟）
- 浄永寺（福岡町上向田）
- 西照寺（福岡町小野）
- 永安寺（戸出町）
- 運源寺（滝）

### キリスト教会
- 高岡バプテスト教会（三女子）
- 高岡キリスト恵み教会（大野）
- 高岡教会（大手町）
- 高岡福音キリスト教会（清水町）
- 高岡バイブルバプテスト教会（守護町）
- 福岡町キリスト教会（福岡町福岡新）

## 観光

### 史跡・旧跡

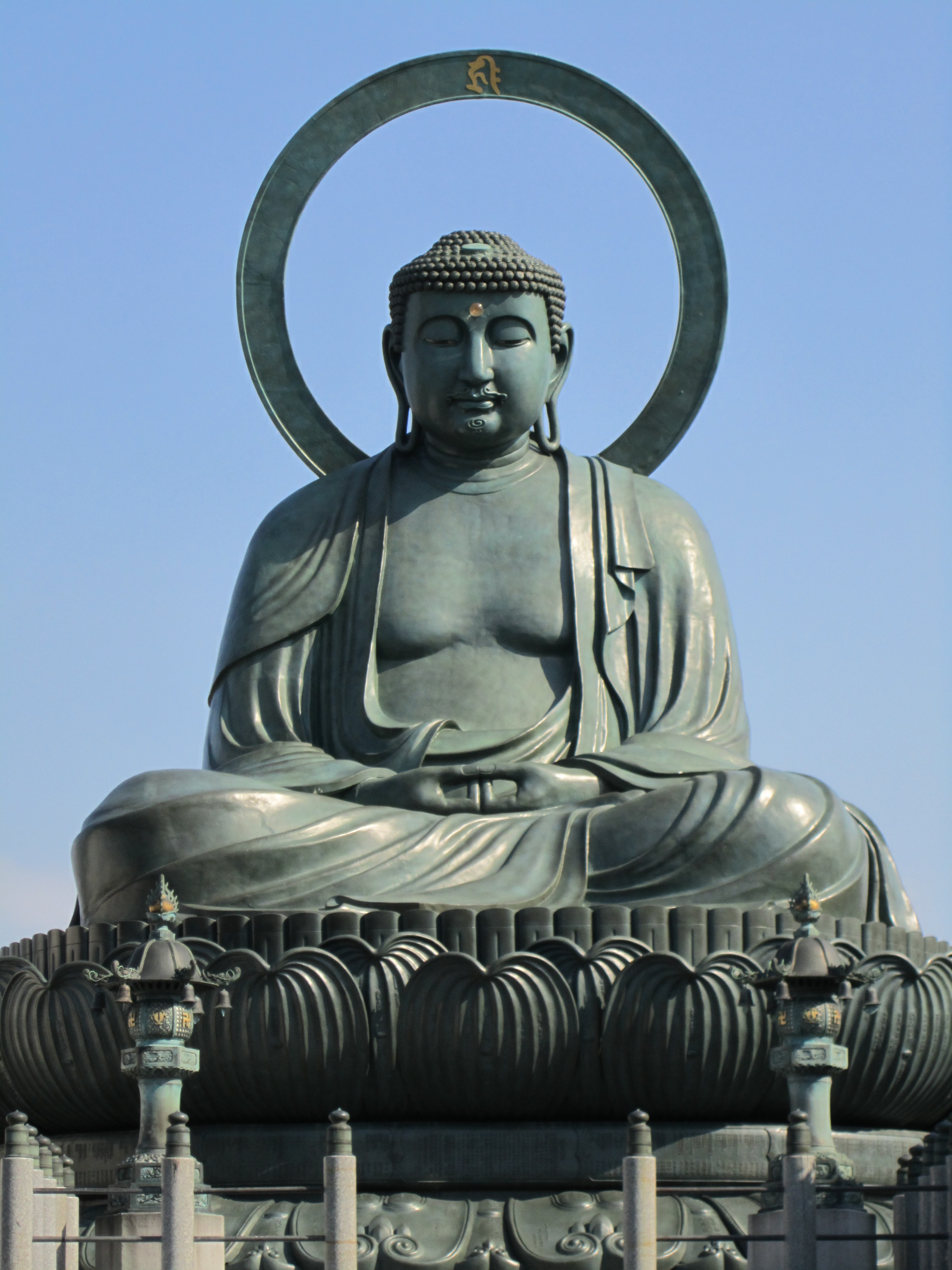
高岡大仏

- 桜谷古墳群 - 国指定史跡。
- 前田利長墓所 - 国指定史跡。
- 高岡城跡 - 国指定史跡。
- 木舟城跡 - 富山県指定史跡。
- 恒性皇子御墓 - 宮内庁治定陵墓。
- 岩崎ノ鼻灯台
- 高岡大仏
- 八丁道
- 弓の清水

### 歴史的建造物
- 武田家住宅 - 重要文化財。
- 佐伯家住宅 - 重要文化財。
- 山町筋 - 重要伝統的建造物群保存地区。
  - 菅野家住宅 - 重要文化財。

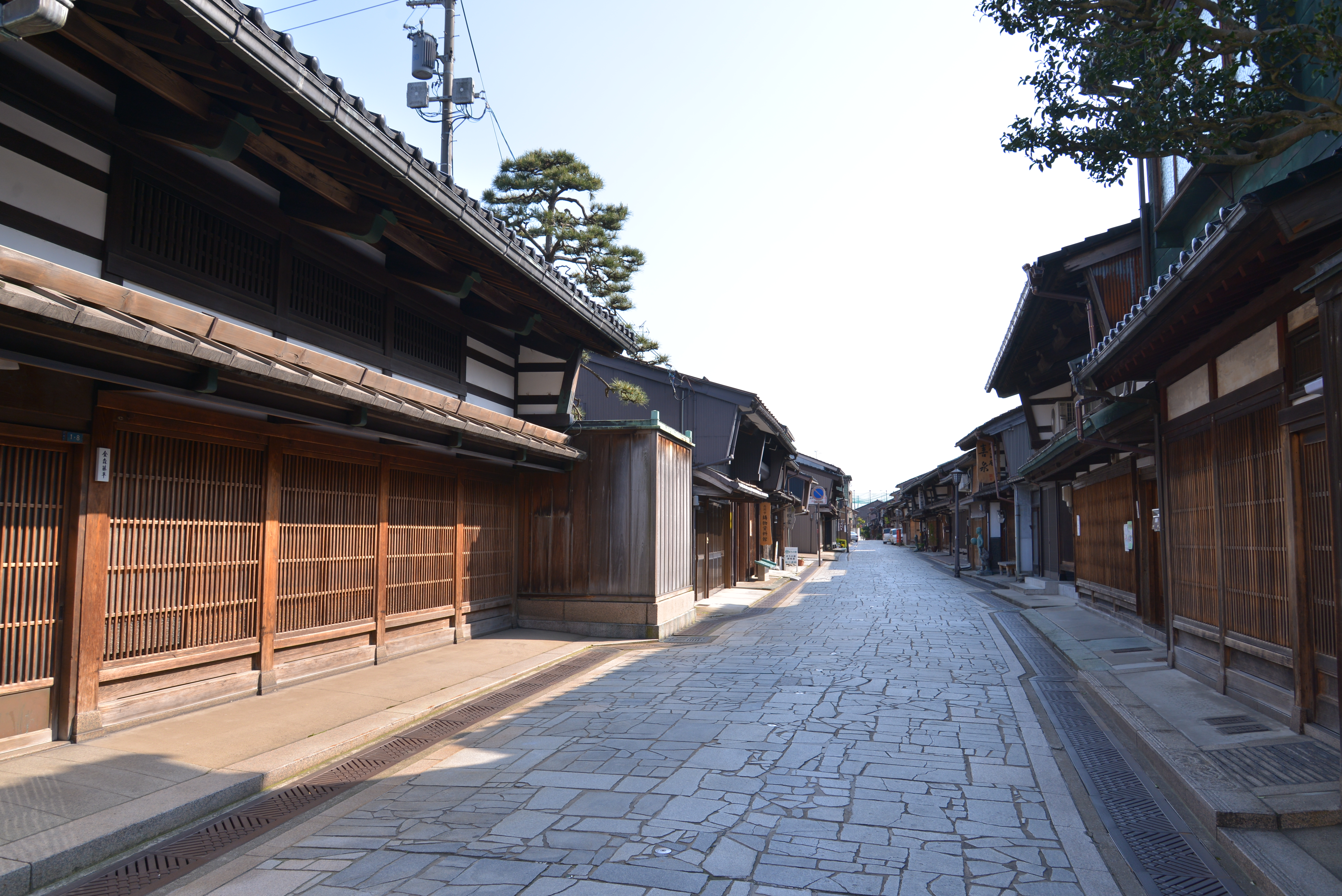
金屋町

  - 旧高岡共立銀行本店 - 赤レンガの銀行として知られる。
- 金屋町 - 重要伝統的建造物群保存地区。
- 吉久 - 重要伝統的建造物群保存地区。
- 戸出御旅屋門

### 神社・寺院

国泰寺

- 瑞龍寺 - 国宝、重要文化財。
- 勝興寺 - 国宝、重要文化財。
- 気多神社 - 重要文化財。
  - 大伴神社
- 射水神社
- 有礒正八幡宮
- 総持寺
- 繁久寺
- 国泰寺
- 越中国分寺 - 富山県指定史跡。
- 赤丸浅井神社
- 慈尊院

### 景勝地

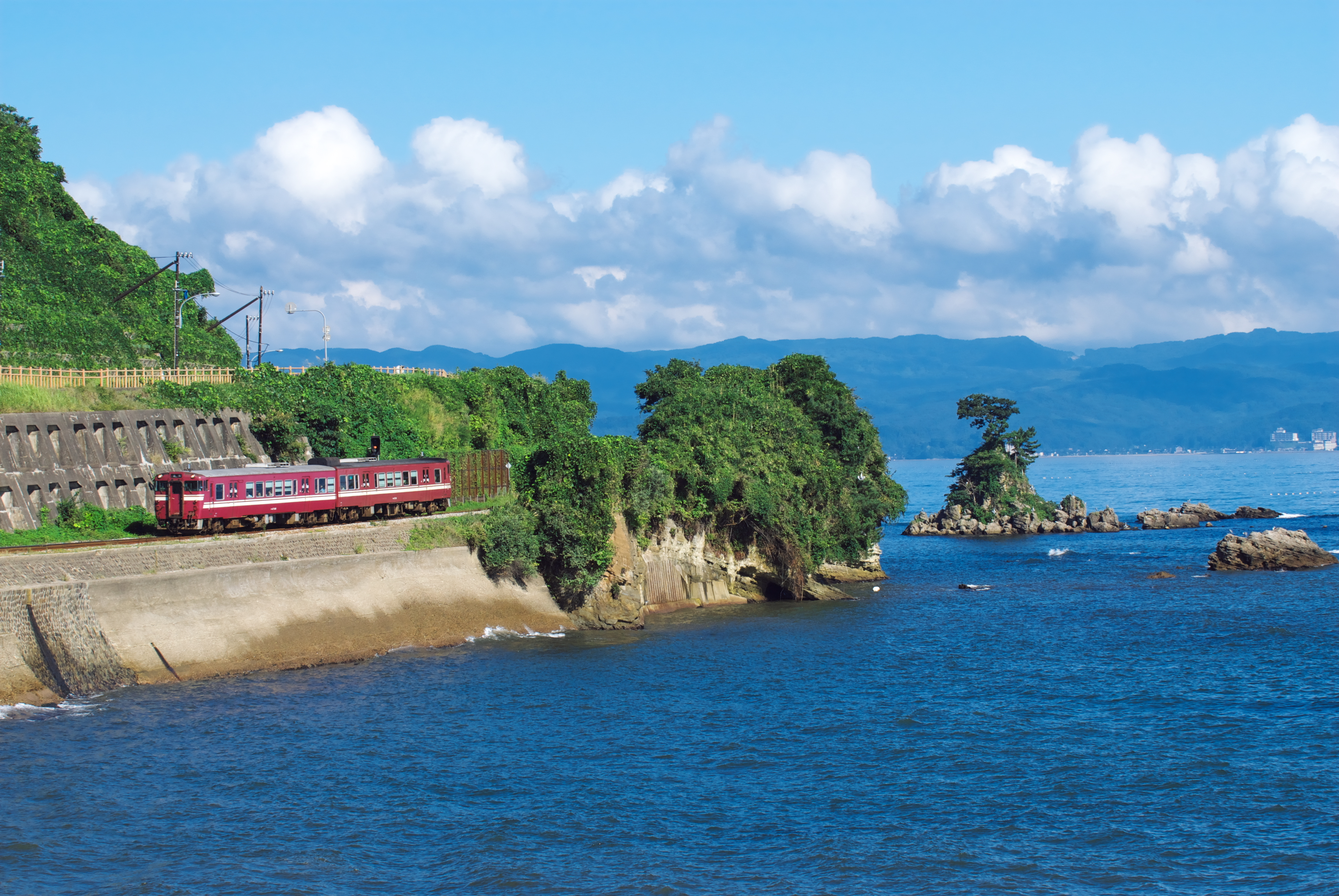
雨晴海岸

- 雨晴海岸 - 能登半島国定公園。日本の渚百選。
  - 女岩 - 立山連峰を背後に望む景勝地。
  - 義経岩 - 源義経が雨宿りしたとの伝承があり、雨晴の地名の由来となった[30]。
- 二上山 - 能登半島国定公園。
  - 二上山万葉ライン
- 五位の滝の沢

### 公園・レジャー施設
- 高岡古城公園
- 高岡おとぎの森公園
- 水道つつじ公園
- とやま・ふくおか家族旅行村

### 祭事・催事

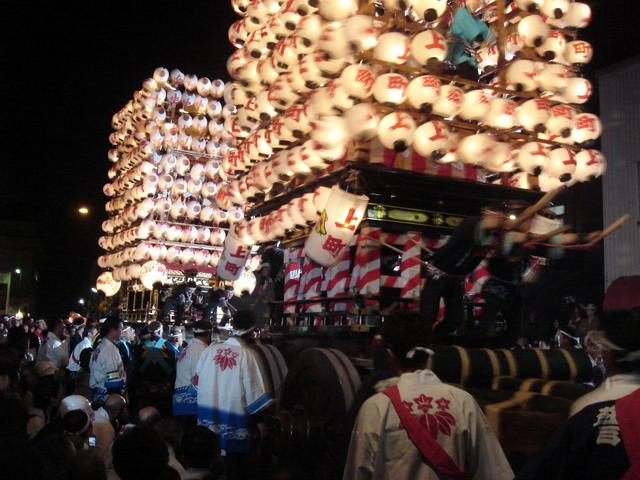
伏木曳山祭

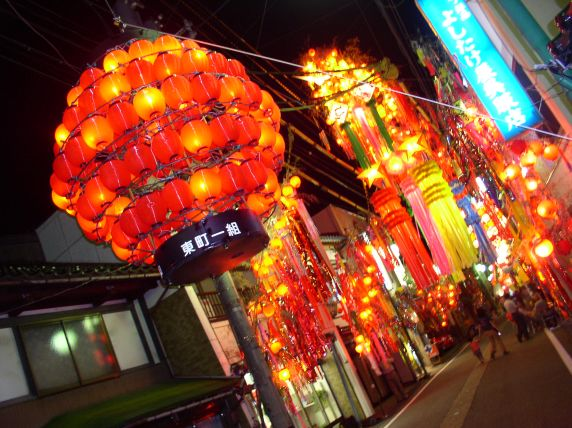
戸出七夕まつり

- 日本海高岡なべ祭り（1月） - 1987年1月16日に第1回が開催された[31]。期間中は高岡駅周辺及び中心商店街にて、海鮮シチュー鍋、高岡ごっつお鍋、カニ汁、カキ鍋、ジビエ鍋、立山ポークもつ鍋など様々な鍋料理が1杯500円にて提供されている[32]。
- 与四兵衛祭（4月3日）
- 高岡桜まつり（4月）
- 福岡さくらまつり（4月）
- 気多神社春季例大祭（にらみ獅子）（4月18日）
- 二上射水神社築山行事（4月23日）
- 高岡といで菜の花フェスティバル（4月）
- 高岡御車山祭（5月1日）
- 高岡つつじまつり（5月）
- 伏木曳山祭（けんか山）（5月）
- 国泰寺開山忌（6月2日・3日）
- 御印祭（6月19日・20日）
- 戸出七夕まつり（7月）
- 高岡七夕まつり（8月）
- 伏木港まつり（8月）
- 北日本新聞納涼花火（8月4日）
- リバーサイドフェスタ（8月）
- 千保川灯籠流し祭（8月）
- 高校生万葉短歌バトルin高岡（8月）
- 前田利長公顕彰祭（9月13日）
- 中田かかし祭（9月）
- 高岡大仏まつり（9月）
- つくりもんまつり（9月23日・24日）
- 高岡万葉まつり（10月） - 万葉集全20巻朗唱の会、大伴家持卿顕彰祭などが行われる。
- たかまちまつり（10月） - 高岡獅子舞大競演会などが行われる。
- 幌武者行列（10月）
- ふくおか産業フェスティバル（11月3日）

### 百選など
- 日本100名城 - 高岡城
- 日本名城百選 - 高岡城
- 日本さくら名所100選 - 高岡古城公園
- 日本の歴史公園100選 - 高岡古城公園
- 日本の都市公園100選 - 高岡古城公園
- 日本の渚百選 - 雨晴海岸
- 平成の名水百選 - 弓の清水
- 富山の百山 - 二上山、元取山
- 日本の夜景100選 - 二上山
- 公共建築百選 - 高岡市美術館
- 優良ホール100選 - 富山県高岡文化ホール
- 近代水道百選 - 水道公園配水塔
- 日本の近代土木遺産2800選 - 対港橋、高岡大橋、高岡市水道第三号源井、高岡市水道資料室

## 文化財
市内の国、県、市などが指定した文化財は以下の通り。

### ユネスコ登録遺産

#### 無形文化遺産
- 山・鉾・屋台行事（高岡御車山祭の御車山行事）

### 国指定文化財

#### 国宝・重要文化財
国宝（建造物）
- 瑞龍寺（仏殿、法堂、山門）
- 勝興寺（本堂、大広間及び式台）

重要文化財（建造物）

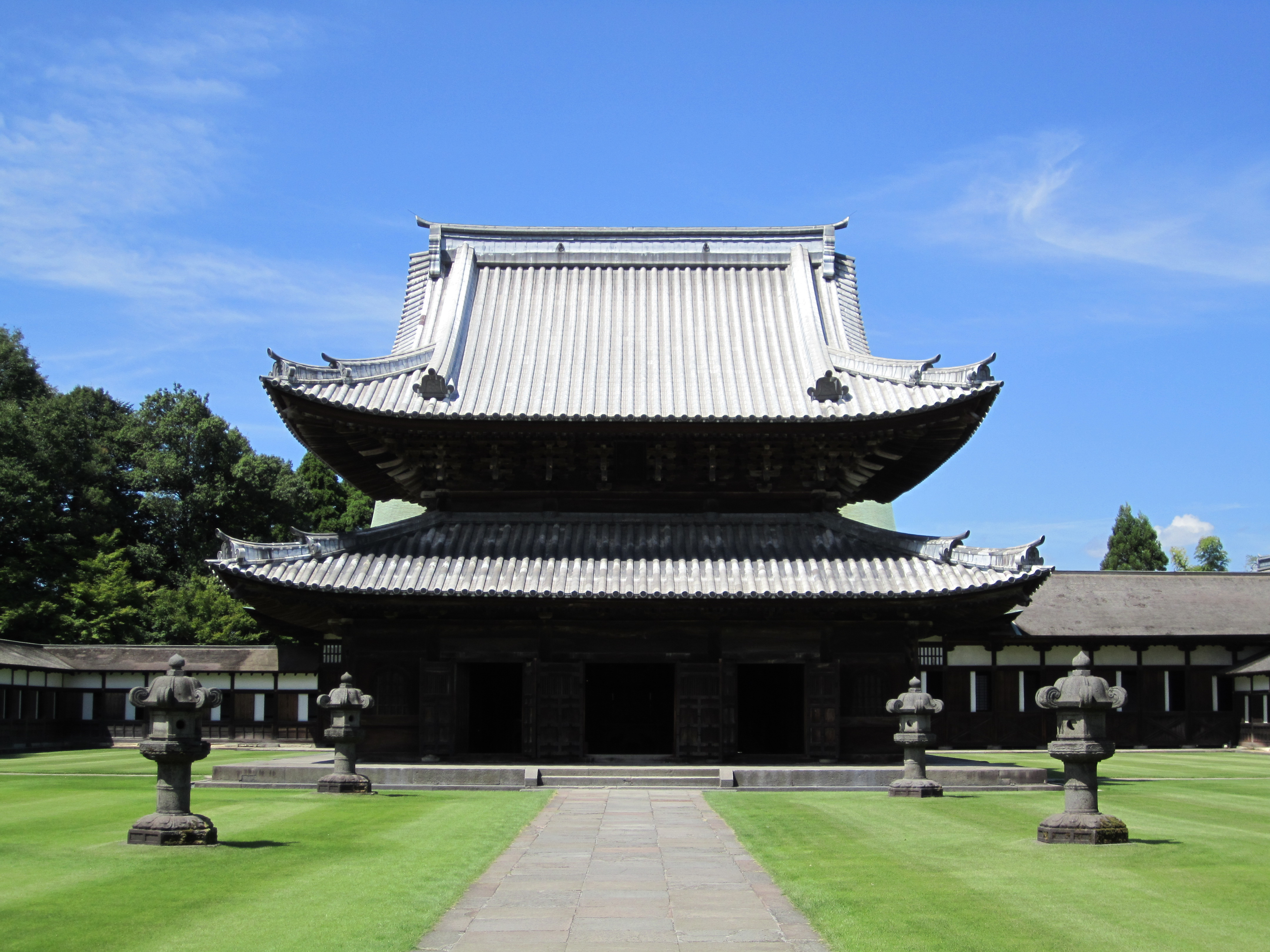
瑞龍寺 仏殿

勝興寺 本堂

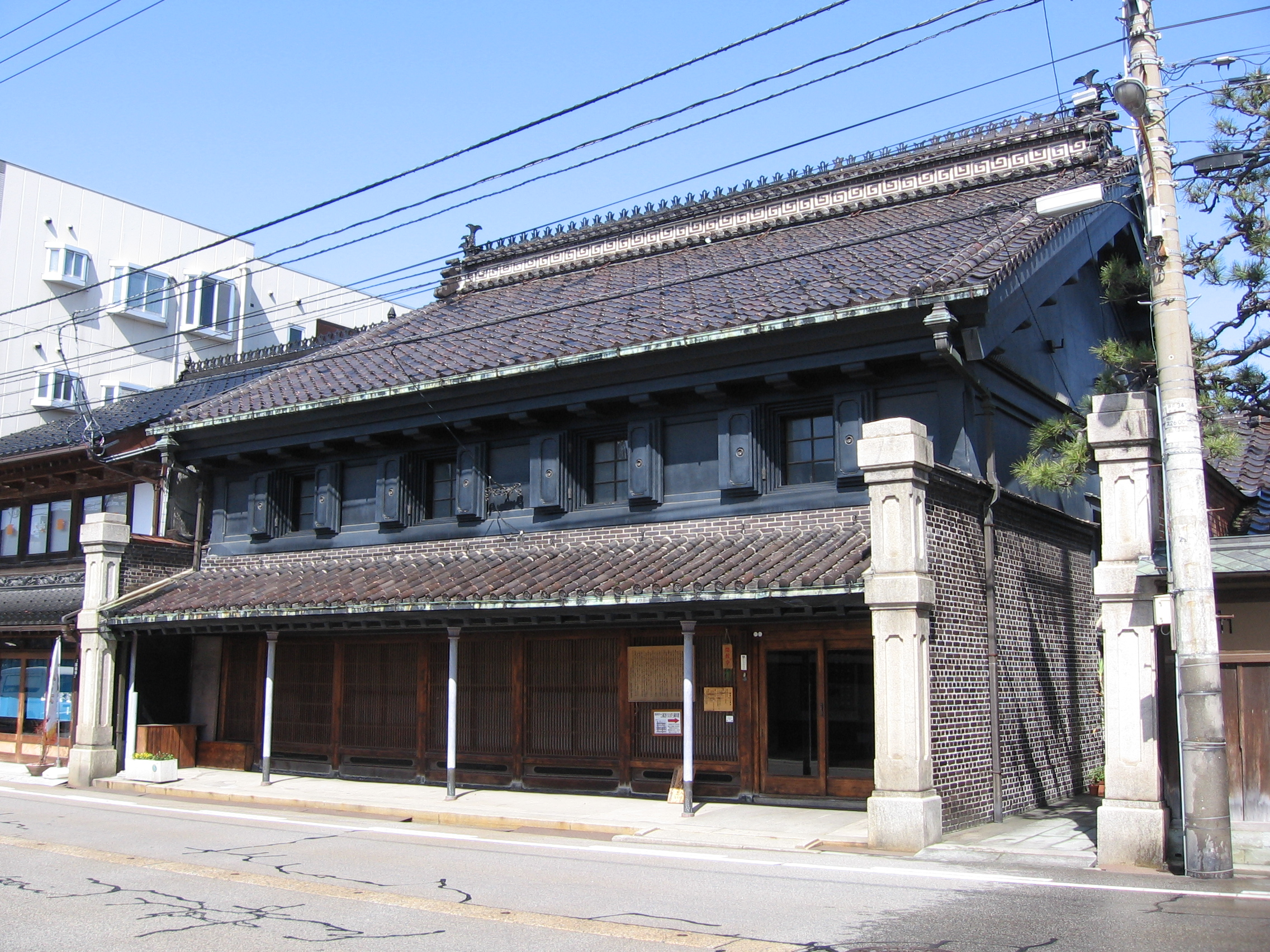
菅野家住宅

- 瑞龍寺（総門、禅堂、大茶堂、高廊下、北回廊、南東回廊、南西回廊）
- 気多神社（本殿）
- 武田家住宅
- 佐伯家住宅
- 勝興寺（経堂、御霊屋、鼓堂、宝蔵、総門、唐門、式台門、台所、書院及び奥書院、御内仏）
- 菅野家住宅（主屋、土蔵）

重要文化財（絵画）
- 紙本金地著色洛中洛外図（六曲屏風）（勝興寺、高岡市美術館保管）
- 紙本著色一塔両尊像（大法寺、高岡市美術館保管）
- 紙本著色日蓮像（同上）
- 紙本著色鬼子母神十羅刹女像（同上）
- 絹本著色三十番神像（同上）

重要文化財（彫刻）
- 木造千手観音坐像（総持寺）
- 木造男神坐像（二上射水神社）

重要文化財（工芸品）
- 金襴手花鳥文瓢形花生（個人）
- 飛青磁柑子口花生（個人）
- 銅錫杖頭（双竜飾）（個人、東京国立博物館保管）

重要文化財（書跡・典籍）
- 紙本墨書後陽成院宸翰御消息（瑞龍寺）

#### 登録有形文化財
- 高岡商工会議所伏木支所（旧伏木銀行）
- 清水町配水塔資料館（旧配水塔、水源地水槽、第三源井上屋）
- 澤田家住宅（主屋）
- 棚田家住宅（主屋、味噌蔵、道具蔵、衣装蔵）
- 福岡町歴史民俗資料館（旧福岡町役場）
- 谷村家住宅（主屋）
- 能松家住宅（主屋）
- 佐野家住宅（主屋、茶室、一番の蔵、二番の蔵、調度蔵、味噌蔵、防火壁）
- 井波屋仏壇店
- 有藤家住宅
- 清都酒造場（主屋）
- 旧南部鋳造所（キュポラ、煙突）
- 旧伏木測候所（庁舎、測風塔）
- 有礒正八幡宮（本殿、釣殿、拝殿及び幣殿）
- 伊東家住宅（旧松下家住宅）（主屋）
- 若井家住宅（旧中越銀行）（主屋）
- 丸谷家住宅（旧津野家住宅）（主屋、土蔵）
- 金作家住宅（主屋、東土蔵、西土蔵）
- 歓盛寺（本堂、離座敷、山門）

#### 重要無形文化財
- 鋳金 大澤光民（大澤幸勝）

#### 重要有形民俗文化財
- 高岡御車山（高岡御車山保存会）

#### 重要無形民俗文化財
- 高岡御車山祭の御車山行事（高岡御車山保存会）
- 越中福岡の菅笠製作技術（越中福岡の菅笠製作技術保存会）

#### 登録有形民俗文化財
- 高岡鋳物の製作用具及び製品（高岡市鋳物資料館）

#### 特別史跡・史跡
史跡
- 桜谷古墳
- 加賀藩主前田家墓所（前田利長墓所）
- 高岡城跡

#### 特別名勝・名勝
名勝
- おくのほそ道の風景地（有磯海）

#### 重要伝統的建造物群保存地区
- 高岡市山町筋伝統的建造物群保存地区
- 高岡市金屋町伝統的建造物群保存地区
- 高岡市吉久伝統的建造物群保存地区

### 富山県指定文化財

#### 有形文化財
建造物
- 筏井家住宅

絵画
- 絹本著色日蓮宗本尊曼荼羅図（大法寺、高岡市美術館保管）

彫刻
- 木造観世音菩薩立像（観音寺）
- 木造十一面観世音菩薩立像（蓮華寺）
- 木造文殊菩薩坐像（越中国分寺）
- 木造烏蒭沙魔明王立像（瑞龍寺）
- 木造狛犬（見多気神社）

工芸品
- 短刀 銘 則重（個人）
- 高岡御車山
- 刀 金像嵌 銘 義弘 忠恒（花押）（個人）
- 刀 銘 友次（個人）

書跡・典籍
- 紙本墨書近衛信尋筆懐紙（瑞龍寺）

古文書
- 木造篠川村市場制札（西照寺）

歴史資料
- 前田家寄進の宝物（瑞龍寺）
- 勝興寺宝物（勝興寺）
- 清都家測量器具等関係資料（高岡市立博物館）

#### 無形民俗文化財
- 二上射水神社の築山行事（二上射水神社文化財保存会）

#### 史跡
- 城が平横穴古墳
- 越中国分寺跡
- 木舟城跡
- 瑞龍寺の石廟

#### 天然記念物
- 上麻生のあしつきのり
- トミヨとゲンジボタルおよびヘイケボタル生息地
- 赤丸浅井神社の大けやき - 2013年（平成25年）に倒木し、指定解除。
- 運源寺の大カエデ - 2017年（平成29年）に枯死し、指定解除。

### 日本遺産
2015年（平成27年）4月24日、市内の文化財が日本遺産に認定された。
- 加賀前田家ゆかりの町民文化が花咲くまち高岡－人、技、心－

### 近世高岡の文化遺産群
富山県と高岡市は「近世高岡の文化遺産群」として市内の文化財の世界文化遺産への登録を目指している。文化庁が選定する国内暫定候補入りは見送られたが、市民団体が世界文化遺産登録に向けて活動している。

## 交通
鉄道はあいの風とやま鉄道線（旧北陸本線）、城端線、氷見線、道路は国道8号、国道156号、国道160号が集まり、県西部の交通の要衝である。
市内の代表駅（中心となる駅）はJR西日本・あいの風とやま鉄道の高岡駅。また、2015年（平成27年）に北陸新幹線の新高岡駅が開業している。
最寄りの空港は富山市にある富山空港。

### 鉄道
- 西日本旅客鉄道（JR西日本）
  -  北陸新幹線
    - 新高岡駅

  - ■ 城端線

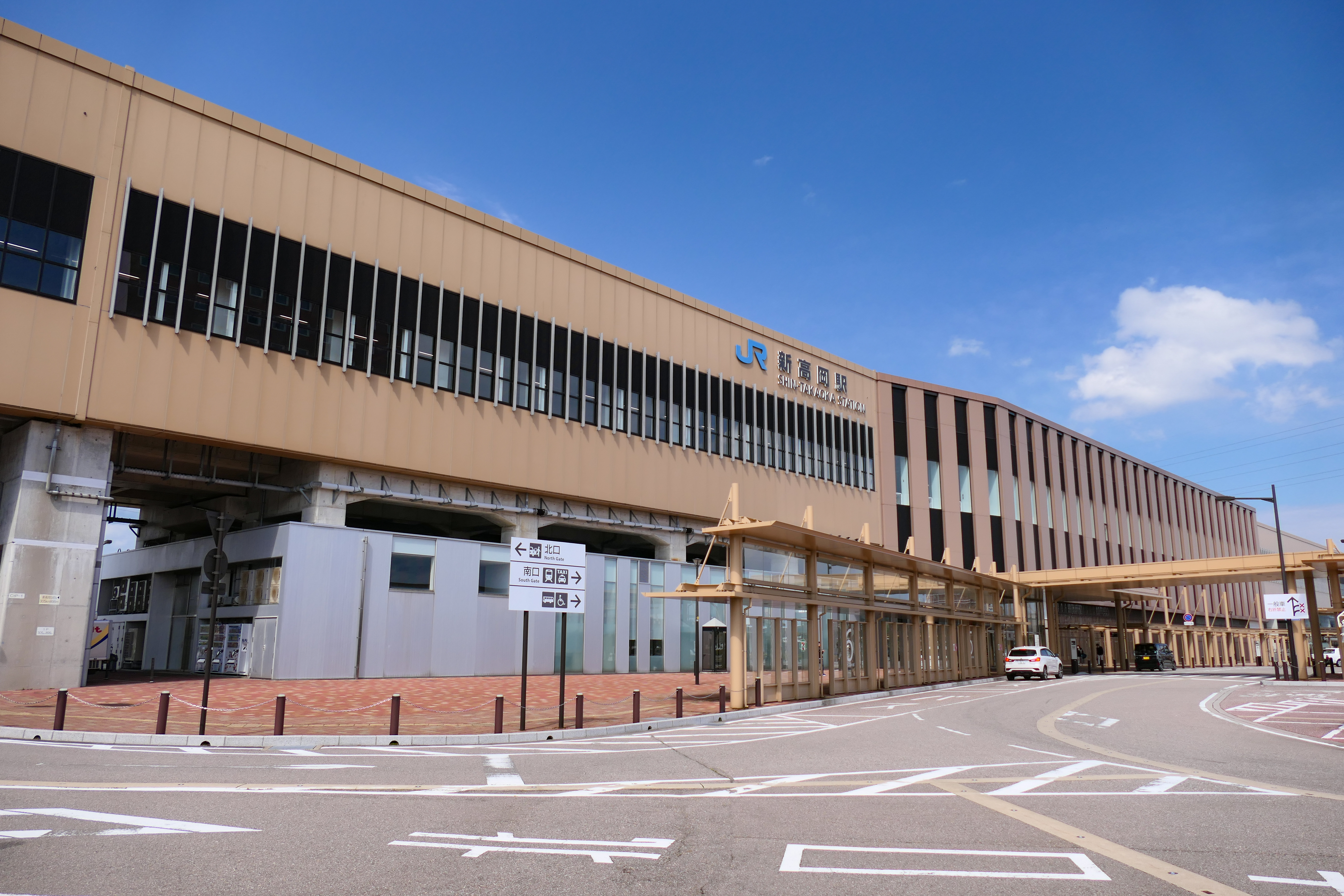
北陸新幹線 新高岡駅

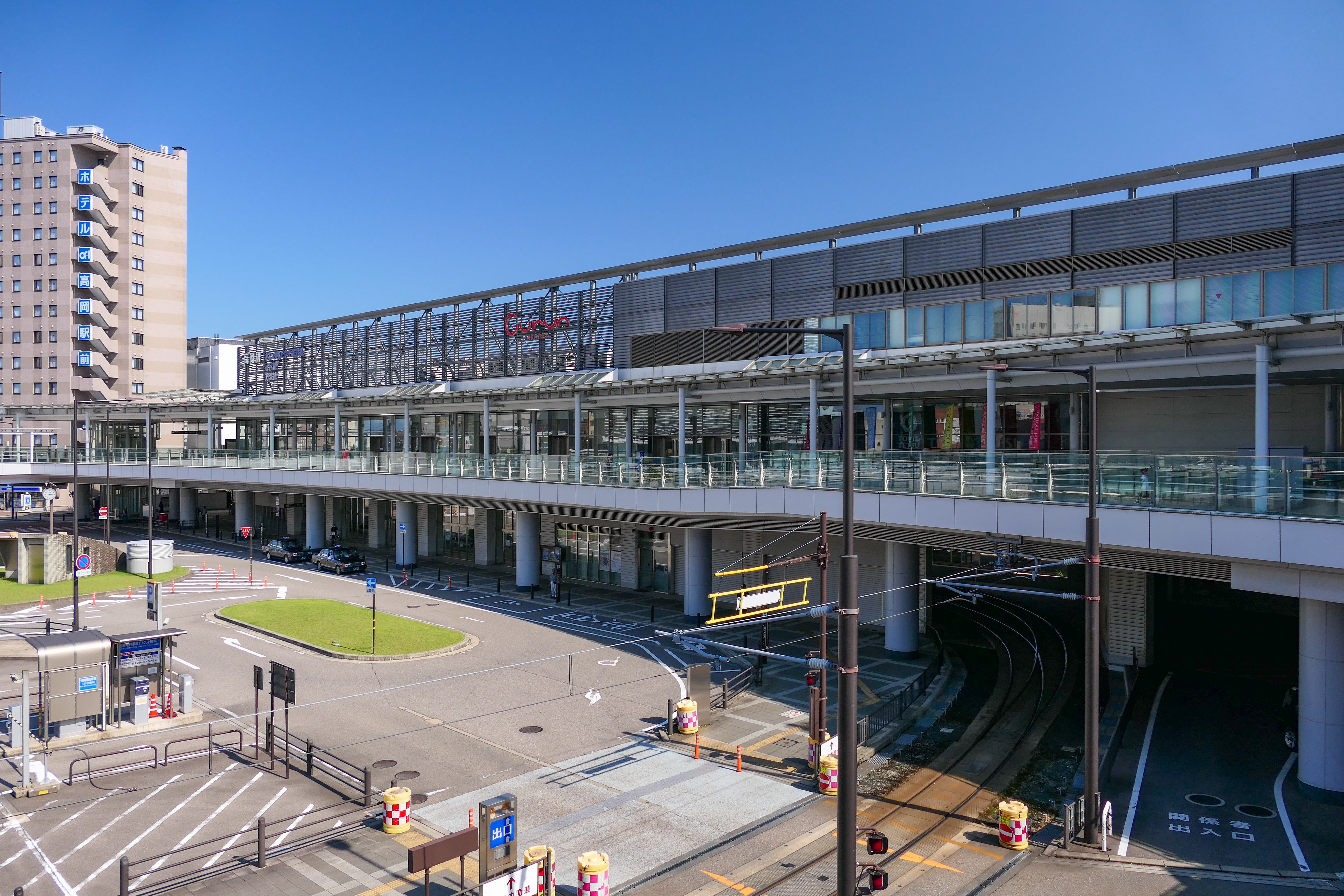
高岡駅・高岡駅停留場

    - 高岡駅 - 新高岡駅 - 二塚駅 - 林駅 - 戸出駅

  - ■ 氷見線
    - 高岡駅 - 越中中川駅 - 能町駅 - 伏木駅 - 越中国分駅 - 雨晴駅
- 日本貨物鉄道（JR貨物）
  - ■ 新湊線
    - 能町駅 - 高岡貨物駅
- あいの風とやま鉄道
  - ■ あいの風とやま鉄道線
    - 福岡駅 - 西高岡駅 - 高岡やぶなみ駅 - 高岡駅
- 万葉線
  - ■ 高岡軌道線[注釈 5]
    - 高岡駅停留場 - 末広町停留場 - 片原町停留場 - 坂下町停留場 - 急患医療センター前停留場 - 広小路停留場 - 志貴野中学校前停留場 - 市民病院前停留場 - 江尻停留場 - 旭ヶ丘停留場 - 荻布停留場 - 新能町停留場 - 米島口停留場 - 能町口停留場 - 新吉久停留場 - 吉久停留場

  - ■ 新湊港線
    - 中新湊駅

### バス路線

#### 高速バス
主な発着場所は高岡駅北口（古城公園口）、高岡駅南口（瑞龍寺口）、高岡砺波スマートICに併設されている高岡高速バスターミナルの3箇所。高岡駅を通る路線の一部は新高岡駅を経由する。

#### 路線バス
- 加越能バス
- 富山地方鉄道（富山駅前 - 高岡駅前）
- 高岡市公営バス（福岡地区） - 福新交通に運行を委託。
- 射水市コミュニティバス（牧野地区）
- 高岡市コミュニティバス（こみち） - 加越能バスに運行を委託していたが、2018年（平成30年）に廃止。

### 道路

#### 高速道路
- 北陸自動車道

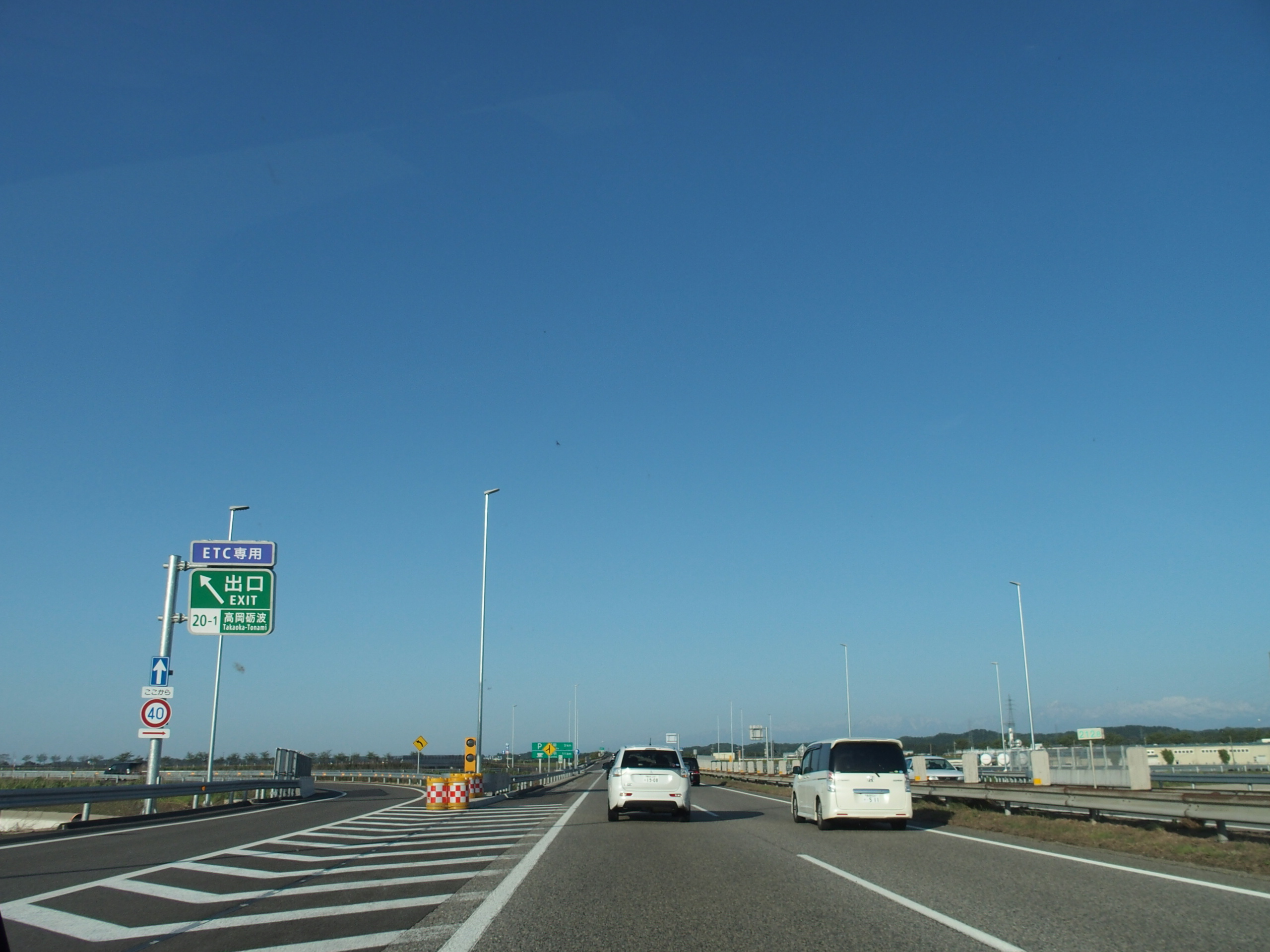
北陸自動車道 高岡砺波スマートインターチェンジ

能越自動車道 高岡インターチェンジ

  - 高岡砺波スマートインターチェンジ - 高岡パーキングエリア
- 能越自動車道
  - 福岡インターチェンジ - 福岡パーキングエリア - 高岡インターチェンジ - 高岡北インターチェンジ

#### 一般国道
- 国道8号
  - 高新大橋
- 国道156号
- 国道160号
  - 守山橋
- 国道415号
  - 雨晴トンネル - 城光寺橋 - 対港橋

#### 主要地方道
- 富山県道9号富山戸出小矢部線
  - 中田橋
- 富山県道11号新湊庄川線
- 富山県道23号高岡停車場線
- 富山県道24号伏木港線
- 富山県道29号高岡羽咋線
- 富山県道32号小矢部伏木港線
- 富山県道40号高岡庄川線
- 富山県道44号富山高岡線
  - 高岡大橋
- 富山県道48号福光福岡線
- 富山県道57号高岡環状線
  - 二上大橋
- 富山県道58号高岡小杉線
  - 南郷大橋
- 富山県道64号高岡氷見線
  - 鳳鳴橋 - 新津々良トンネル
- 富山県道66号高岡砺波線
- 富山県道73号高岡青井谷線
- 富山県道75号押水福岡線
  - 五位山大橋

#### 一般県道
- 富山県道131号高岡やぶなみ停車場線
- 富山県道235号片口牧野線
  - 新港大橋
- 富山県道239号井栗谷大門線
- 富山県道243号能町枇杷首線
- 富山県道244号能町停車場線
- 富山県道245号中道国分線
- 富山県道246号小泉高岡線
- 富山県道247号中川南町線
- 富山県道251号本保福岡線
- 富山県道252号戸出高岡線
- 富山県道253号戸出停車場線
- 富山県道254号立野鴨島線
- 富山県道255号守山向野線
  - 二上橋
- 富山県道259号北高木立野線
- 富山県道263号福岡停車場線
- 富山県道266号岡笹川線
- 富山県道267号福岡宮島峡公園線
- 富山県道276号西中大滝線
- 富山県道296号仏生寺太田線
- 富山県道350号堀岡新明神能町線
- 富山県道351号姫野能町線
  - 牧野大橋
- 富山県道353号西部金屋戸出線
- 富山県道358号横越大滝線
- 富山県道359号石堤大野線
  - 三日市橋
- 富山県道361号五十里氷見線
- 富山県道369号小野上渡線
- 富山県道370号富山庄川小矢部自転車道線

#### 道の駅

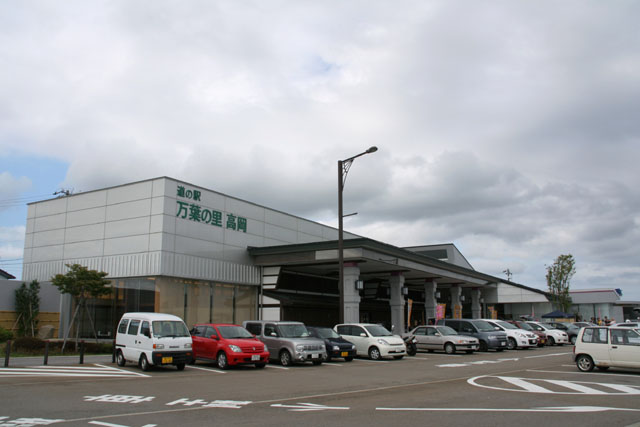
道の駅万葉の里 高岡

- 道の駅万葉の里 高岡（国道8号）
- 道の駅雨晴（国道415号）

### 港湾・水運
- 伏木富山港（伏木地区、新湊地区）（国際拠点港湾）
- 高岡市雨晴マリーナ
- 城光寺マリーナ
- 如意の渡し - 小矢部川の渡船。伏木万葉大橋の開通に伴い、2009年（平成21年）に廃止。

## 通信

### 郵便

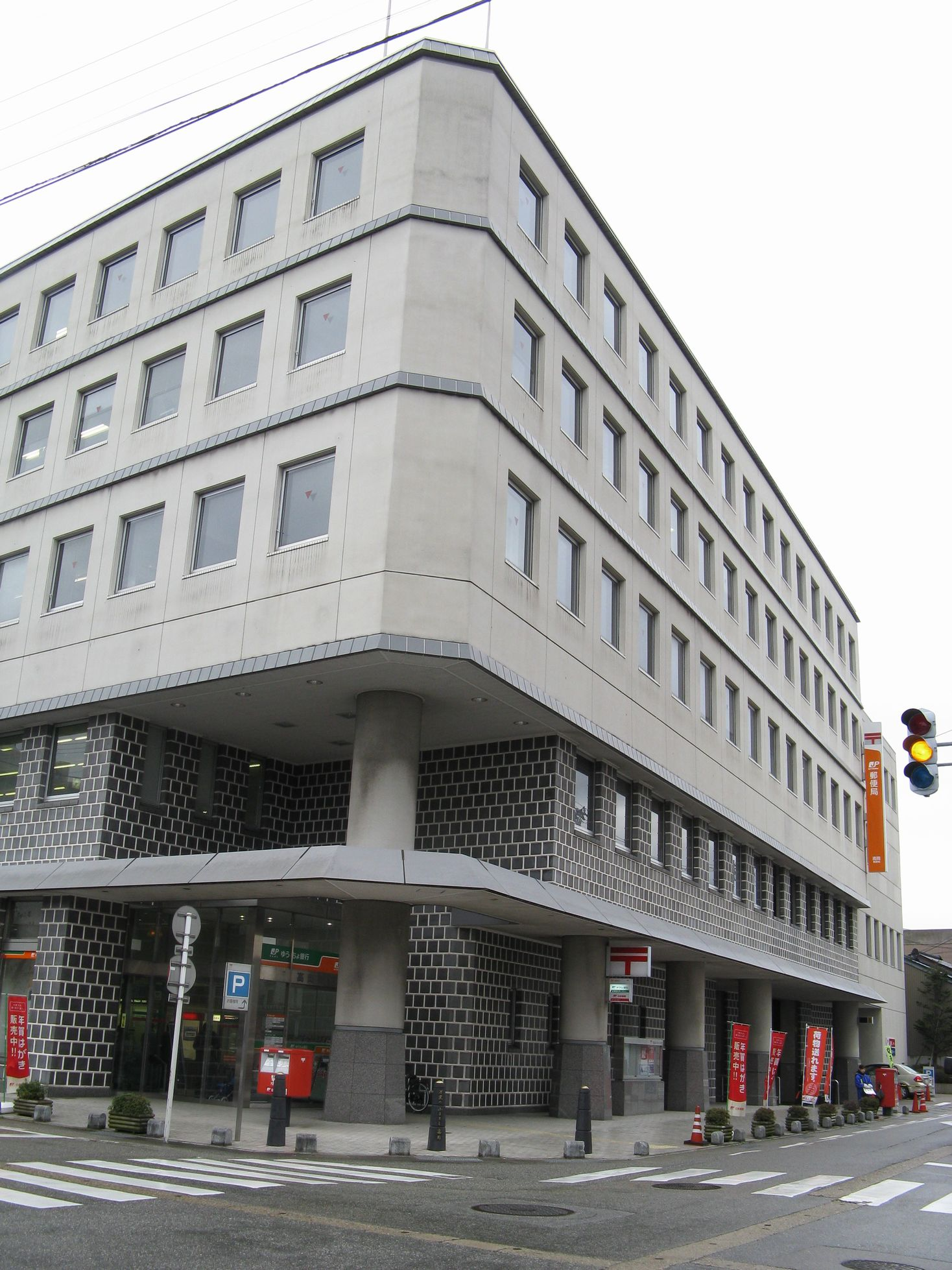
高岡郵便局

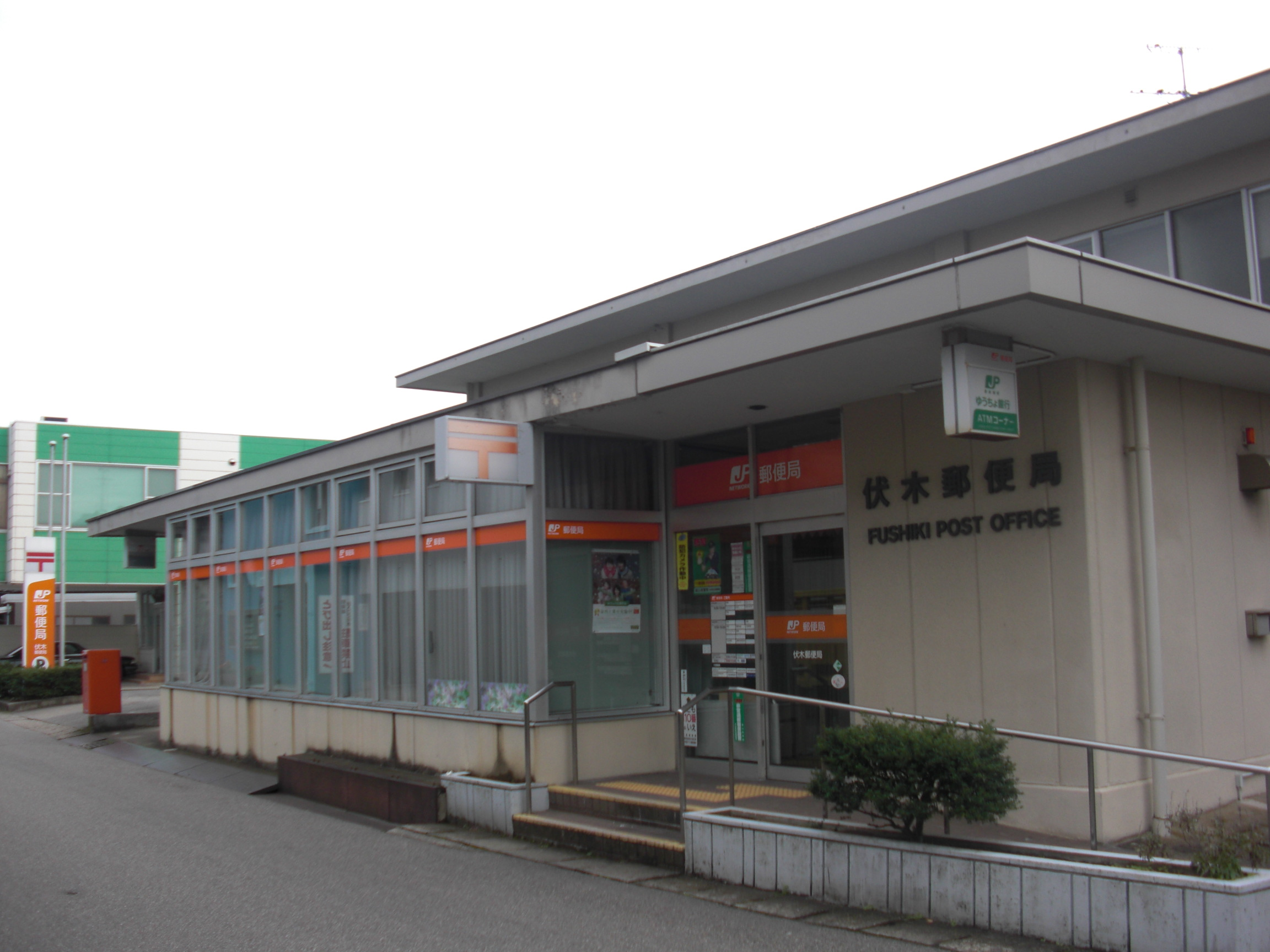
伏木郵便局

市内の郵便局は以下の通り。
- 高岡郵便局
- イオンモール高岡内郵便局
- 石堤郵便局
- 北般若郵便局
- 国吉郵便局
- 高岡いわせの郵便局
- 高岡駅南郵便局
- 高岡駅前郵便局
- 高岡五福町郵便局
- 高岡佐野郵便局
- 高岡守護町郵便局
- 高岡内免郵便局
- 高岡中川郵便局
- 高岡南星町郵便局
- 高岡能町郵便局
- 高岡野村郵便局
- 高岡二塚郵便局
- 高岡本町郵便局
- 高岡丸の内郵便局
- 高岡南町郵便局
- 高岡美幸町郵便局
- 高岡向野郵便局
- 高岡守山郵便局
- 高岡横田郵便局
- 高岡芳野郵便局
- 高岡若富郵便局
- 立野郵便局
- 戸出郵便局
- 中田郵便局
- 福岡郵便局
- 伏木古府郵便局
- 伏木郵便局
- 雨晴簡易郵便局
- 市野瀬簡易郵便局
- 佐野緑町簡易郵便局
- 高岡旭ケ丘簡易郵便局
- 高岡問屋センター簡易郵便局
- 高岡吉久簡易郵便局
- 高岡蓮花寺簡易郵便局
- 戸出五簡易郵便局
- 中曽根簡易郵便局
- 福岡小野簡易郵便局
- 伏木矢田簡易郵便局
- 放寺簡易郵便局
- 横越簡易郵便局

### 放送
- 高岡ケーブルネットワーク
- ラジオたかおか

市北部の二上丘陵にテレビやラジオの放送施設が設置されている。
- 高岡二上テレビ中継局
- 高岡万葉テレビ中継局 - 2011年（平成23年）に廃止。
- 高岡矢田テレビ中継局 - 2011年（平成23年）に廃止。

## 市のシンボル

高岡市章

旧高岡市章

高岡市の市章は、福岡町との合併に合わせて2005年（平成17年）11月1日に制定されたもので、デザインは「高」の字を図案化し、緑と青が豊かな自然と水を表している。公募されたものの中から4つに絞られたのち、市民へのアンケートを経て決定した。合併前の旧市章は、1916年（大正5年）9月1日に制定されたもので、デザインは「高」の字を丸く図案化したものだった。
高岡市は、市の木につまま（タブノキ）、市の花にかたかご（カタクリ）、市の花木にさくら（サクラ属）を制定している。福岡町との合併前は、市の花にカタカゴ、市の花木にコシノヒガンザクラを制定していた。
新高岡市誕生10周年に合わせ、高岡市民の歌「ふるさと高岡」が制定された。作詞は林真理子、作曲は三枝成彰。
市のマスコットキャラクターに、越中国守大伴家持をモデルにした家持くんと、加賀前田家2代当主前田利長をモデルにした利長くんがいる。

## 姉妹都市・友好都市・提携都市
高岡市の姉妹都市、友好都市、提携都市は以下の通り。

### 姉妹都市
- ミランドポリス（ブラジル サンパウロ州） - 1974年（昭和49年）10月19日調印[41]。
- フォートウェイン（アメリカ合衆国 インディアナ州） - 1977年（昭和52年）4月8日調印[42]。

### 友好都市
- 錦州市（中華人民共和国 遼寧省） - 1985年（昭和60年）8月10日調印[43]。

### 提携都市
- 氷見市（富山県） - 高岡市と氷見市との防災相互応援協定書。1983年（昭和58年）7月26日締結。2005年（平成17年）12月1日再締結。
- 小松市（石川県） - 小松市・高岡市災害時相互応援協定。1996年（平成8年）2月21日締結。2005年（平成17年）12月1日再締結。
- 金沢市（石川県） - 高岡市・金沢市災害時相互応援協定。1996年（平成8年）3月4日締結。2005年（平成17年）12月1日再締結。
- 長岡市（新潟県） - 高岡市・長岡市災害時相互応援協定。1996年（平成8年）5月9日締結。2006年（平成18年）1月4日再締結。
- 射水市（富山県） - 高岡市と射水市との防災相互応援協定。2005年（平成17年）6月3日、旧新湊市と締結。2005年（平成17年）11月28日再締結。
- 小矢部市（富山県） - 高岡市・小矢部市災害時相互応援協定。2006年（平成18年）2月20日締結。
- 砺波市（富山県） - 高岡市・砺波市災害時相互応援協定。2007年（平成19年）10月2日締結。
- 一宮市（愛知県） - 高岡市・一宮市災害時相互応援協定。2007年（平成19年）10月31日締結。
- 中津川市（岐阜県） - 高岡市・中津川市災害時相互応援協定。2008年（平成20年）7月7日締結。
- 美濃市（岐阜県） - 高岡市・美濃市災害時相互応援協定。2009年（平成21年）3月2日締結。
- 沼津市（静岡県） - 高岡市・沼津市災害時相互応援協定。2011年（平成23年）11月14日締結。
- 松戸市（千葉県） - 高岡市・松戸市災害時相互応援協定。2012年（平成24年）2月9日締結。
- 越前市（福井県） - 高岡市・越前市災害時相互応援に関する覚書。2012年（平成24年）5月1日締結。
- 大垣市（岐阜県） - 高岡市・大垣市災害時相互応援協定。2013年（平成25年）5月7日締結。
- 大和市（神奈川県） - 高岡市・大和市災害時相互応援協定。2017年（平成29年）11月24日締結。

## 高岡市出身の人物

### 政治家
- 上埜安太郎（衆議院議員、高岡市長、富山市長）
- 大井義昌（氷見市長）
- 大橋十右衛門（衆議院議員）
- 大橋八郎（貴族院議員、日本放送協会会長、日本電信電話公社総裁）
- 角田悠紀（高岡市長）
- 木津太郎平（衆議院議員、高岡市長）
- 木間章（衆議院議員）
- 嶋川武秀（富山県議会議員、漫才師）
- 島田孝之（衆議院議員）
- 定塚門次郎（衆議院議員）
- 高橋正樹（高岡市長）
- 2代高広次平（貴族院議員）
- 3代高広次平（貴族院議員）
- 館哲二（参議院議員、富山県知事）
- 橘慶一郎（衆議院議員、高岡市長）
- 橘康太郎（衆議院議員）
- 橘清治郎（貴族院議員）
- 橘直治（衆議院議員、参議院議員）
- 土倉宗明（衆議院議員）
- 出町譲（高岡市議会議員、ジャーナリスト）
- 中崎久雄（神奈川県大磯町長）
- 永山文雄（衆議院議員）
- 藤沢純一（大阪府箕面市長）
- 堀健治（高岡市長）
- 本川祐治郎（氷見市長）
- 南慎一郎（高岡市長、弁護士）
- 向井英二（富山県議会議長）
- 山本徹（富山県議会議長[44]、全国都道府県議会議長会会長[45]）

### 官僚・外交官・法曹
- 青島明生（弁護士、中部弁護士会連合会理事長）
- 青山邦夫（裁判官、弁護士）
- 加藤外松（外交官、駐フランス特命全権大使）
- 古賀栄美（検察官）
- 沢永彦四郎（官僚）
- 角崎利夫（外交官）
- 宮林正恭（官僚、危機管理学者）

### 実業家
- 浅野敏雄（旭化成社長）
- 今村善次郎（セメダイン創業者）
- 内多蔵人（サッポロビール社長）
- 江藤美帆（実業家、マーケター）
- 勘坂康弘（フーズ・フォーラス社長）
- 栗栖利蔵（ヤマト運輸社長）
- 清水与七郎（日本テレビ放送網社長）
- 戸賀崎智信（AKB48劇場支配人）
- 中井秀範（日本音楽事業者協会専務理事）
- 中村利江（出前館社長）
- 畠山祥（起業家、エンジニア）
- 松下武義（徳間書店社長）
- 松田洋祐（スクウェア・エニックス・ホールディングス社長）
- 松永武（バスリエ株式会社代表、一般社団法人HOT JAPAN代表理事）
- 三浦健人（トムソン・ロイター日本法人社長）
- 四津井宏至（株式会社四津井社長）

### 学者
- 浅香幸雄（地理学者）
- 石井志保子（数学者）
- 井波律子（中国文学者）
- 上埜進（会計学者）
- 岡田知弘（経済学者）
- 海堂昌之（フランス文学者、作家）
- 川人貞史（政治学者）
- 川人光男（工学者）
- 川渕孝一（経営学者、経済学者）
- 駒城鎮一（法学者）
- 五箇公一（昆虫学者）
- 小馬徹（人類学者）
- 篠原三代平（経済学者）
- 杉山滋郎（科学史家）
- 高井悌三郎（考古学者）
- 高峰譲吉（化学者、アドレナリン発見者）
- 武部敏夫（歴史学者）
- 戸瀬信之（数学者）
- 沼田稲次郎（法学者）
- 林一郎（工学者、北海道工業大学学長）
- 松島綱治（医学者、医師）
- 水上武（火山学者）
- 宮永孝（歴史学者）
- 吉田光昭（ウイルス学者）
- 吉原節夫（法学者、高岡法科大学学長）
- 四津谷孝道（仏教学者）
- 脇坂明（経済学者）

### 芸術家・建築家・デザイナー
- 石田政次郎（鋳金作家）
- 伊東楓（画家、アナウンサー）
- 大澤光民（鋳金作家、人間国宝）
- 角間貴生（版画家、小説家）
- 金森映井智（彫金作家、人間国宝）
- 金守世士夫（版画家）
- 小坂勝人（画家）
- 櫻井鴻有（画家）
- 佐竹美保（画家、挿絵作家）
- 塩崎逸陵（画家）
- 篠原乃り子（現代美術家）
- 十二町仁三（画家）
- 頭川政始（画家）
- 高倉一二（画家）
- 田畑功（彫刻家）
- 玉本奈々（現代美術家）
- 槻橋修（建築家）
- 鶴谷登（画家、版画家）
- 西田武生（ファッションデザイナー）
- 畑正吉（彫刻家）
- 林知充（建築家）
- 堀浩哉（画家）
- 南桂子（版画家）

### 文筆家・作家
- 朝香祥（小説家）
- 荒山徹（小説家）
- 筏井嘉一（歌人）
- 中野謙二（ジャーナリスト）
- 林かおり（作家）
- 堀田善衛（小説家、芥川賞受賞）
- 三島霜川（作家）
- 向風見也（スポーツライター）
- 米田稲介（俳人）
- ロバートソン黎子（ジャーナリスト）

### 漫画・アニメ・ゲーム制作者
- 北嶋一喜（漫画家、テレビディレクター）
- 津野裕子（漫画家）
- 鶴谷香央理（漫画家）
- 鶴宏明（アニメプロデューサー、ゲームプロデューサー）
- なもり（漫画家）
- 藤子・F・不二雄（漫画家、『ドラえもん』作者）
- 松原秀典（アニメーター）
- まつもと泉（漫画家）
- 山本大介（ゲームクリエイター）
- 横尾有希子（イラストレーター）
- 横川直史（漫画家）

### 写真家・映画監督
- 金森正晃（映画監督）
- 木原盛夫（写真家）
- 宗玄浩（写真家）
- 滝田洋二郎（映画監督）
- 釣崎清隆（写真家、映像作家）
- 耶雲哉治（映画監督）
- 山谷哲夫（映画監督）

### 音楽家・歌手
- 眼龍義治（作曲家）
- 北野ゆき（歌手）
- 島香織（シンガーソングライター）
- 島村英二（ドラマー）
- 竹内沙帆（歌手、唄奴）
- トキタサトシ（作曲家）
- 長沼健太郎（ドラマー）
- 成田邦彦（歌手、ザ・キング・トーンズ）
- 濱野正（バイオリニスト）
- 隼人加織（歌手）
- 堀正文（バイオリニスト）
- 室崎琴月（作曲家）

### スポーツ選手
- 浅香山吉五郎（大相撲力士）
- 荒田恭兵（ハイダイビング選手）
- 荒谷弘樹（サッカー選手）
- 飯山栄作（柔道家）
- 射水川健太郎（大相撲力士）
- 上田洸太朗（プロ野球選手）
- 扇澤郁（パラグライダー選手）
- 大森盛一（陸上競技選手）
- 大八洲晃（大相撲力士）
- 階ヶ嶽龍右エ門（大相撲力士）
- 鎌田翔平（空手家）
- 河文雄（プロ野球選手）
- 佐野賀世子（柔道家）
- 進藤達哉（プロ野球選手）
- 高森勇旗（プロ野球選手、スポーツライター）
- 田畑一也（プロ野球選手）
- 塚原佳代子（バレーボール選手）
- 常文恵（プロゴルファー）
- 登坂絵莉（レスリング選手、リオ五輪金メダリスト）
- 中島裕希（サッカー選手）
- 中村来生（プロ野球選手）
- 西野勇士（プロ野球選手）
- 野尻晴一（バスケットボール選手）
- 久木直子（車いすマラソン選手）
- 廣川充志（柔道家）
- 堀田千宴子（空手家）
- 堀田みず希（格闘家）
- 宮原優（レスリング選手）
- 向翔一郎（柔道家、東京五輪銀メダリスト）
- 武蔵川大治郎（大相撲力士）
- 山田川清太郎（大相撲力士）
- 吉田浩（プロ野球選手）
- 吉村隆宏（バスケットボール選手）

### 芸能人
- 朝倉咲彩（モデル）
- 雨宮伊織（アイドル、妄想キャリブレーション）
- あやみ旬果（タレント、AV女優）
- アレマー玉井（マジシャン）
- 市山貴章（俳優）
- 上田那央（声優、まるまる学園放送部）
- 江幡育子（声優、シンガーソングライター）
- 荻野友里（俳優）
- 窪田涼子（俳優、ナレーター）
- 琴川あみ（アイドル）
- コンプレッサー（マジシャン）
- 三遊亭美よし（落語家）
- 汐見雪菜（声優）
- 杉木隆幸（俳優）
- 大翼（マジシャン）
- 瀧内公美（俳優）
- 辻夏樹（俳優）
- 葉里真央（アイドル）
- 風吹ジュン（俳優、歌手）
- 古村勇人（俳優）
- 牧田雄一（俳優）
- 米田弥央（俳優）

### マスコミ・アナウンサー
- 相本芳彦（アナウンサー）
- 青木靖雄（アナウンサー）
- 秋野由美子（アナウンサー）
- 有沢義之（アナウンサー）
- 伊藤源太（アナウンサー）
- 大木浩司（アナウンサー）
- 鞍田朝夫（アナウンサー、実業家）
- 車吉章（パーソナリティ）
- 澤直美（アナウンサー、実業家）
- 住岡佑樹（アナウンサー）
- 高嶋未希（アナウンサー）
- 辻村真理子（気象キャスター）
- 橋本吉史（ラジオプロデューサー）
- 平島亜由美（アナウンサー）
- 宮嶋泰子（スポーツジャーナリスト、アナウンサー）
- 毛利未央（バルーンパフォーマー、アナウンサー）
- 山口津香沙（気象予報士）

### その他
- 葦原金次郎（皇位僭称者）
- 大門義雄（労働運動家）
- 谷口輝子（宗教家）
- 坪井信良（医師）
- 長崎浩斎（医師）
- 長崎正国（医師）
- 林忠正（美術商）
- 堀田くに（女性運動家）
- 本田朋広（プロ雀士）

## 名誉市民・市民栄誉賞
高岡市の名誉市民と市民栄誉賞受賞者は以下の通り。

### 名誉市民
高岡市民または高岡市にゆかりのある人物で、文化や社会の発展や公共の福祉に貢献した人物に名誉市民の称号が授与される。
| 氏名                           | 決定日                     | 功績 |
| ------------------------------ | -------------------------- | --- |
| 笹島英樹                       | 1965年（昭和40年）6月1日   | 井波町（現南砺市）出身。西条小学校に奉職後、アメリカ合衆国に渡り帰化。日米の親善と交流の発展に尽力。                                             |
| 正力松太郎                     | 1965年（昭和40年）6月18日  | 大門町（現射水市）出身。テレビの普及促進やプロ野球の創設など文化の向上に尽力。国会議員として国政に参与し、地方文化の向上や北陸地方の発展に貢献。 |
| 河合良成                       | 1965年（昭和40年）6月18日  | 福光町（現南砺市）出身。少年期を伏木町（現高岡市）で過ごす。国会議員として国政に参与したほか、機械産業の経営を通じ、産業の振興に貢献。           |
| 大橋八郎                       | 1965年（昭和40年）6月18日  | 高岡市出身。日本放送協会会長、日本電信電話公社総裁。国際通信や公共放送の充実と通信放送事業の発展に貢献。                                         |
| 南慎一郎                       | 1965年（昭和40年）6月18日  | 高岡市出身。高岡市長を務め、全国の都市に先駆けて上下水道の敷設に着手し、高岡市の都市基盤造成に貢献。                                             |
| オズワルド・ブランチ・ファリア | 1974年（昭和49年）8月19日  | ブラジルサンパウロ州ミランドポリス市長。1974年（昭和49年）10月19日に調印された、高岡市とミランドポリス市の姉妹都市提携に貢献。                   |
| ロバート・E・アームストロング  | 1977年（昭和52年）4月2日   | アメリカ合衆国インディアナ州フォートウェイン市長。1977年（昭和52年）4月8日に調印された、高岡市とフォートウェイン市の姉妹都市提携に貢献。         |
| 橘直治                         | 1982年（昭和57年）3月26日  | 守山村（現高岡市）出身。国会議員として国政に参与し、社会や経済の復興と発展に尽力。海運業の経営を通じ、伏木港の発展に貢献。                       |
| 竹平政太郎                     | 1982年（昭和57年）3月26日  | 長年にわたりアルミニウム工業界で活躍し、産業の振興と国民生活の向上に尽力。高岡地区のアルミ産地化と関連産業の伸展に努め、地域経済の発展に貢献。   |
| 豊田文一                       | 1982年（昭和57年）3月26日  | 長年にわたり医学界、教育界で活躍し、地域医療の向上に尽力。金沢大学学長として教育の向上に貢献。                                                   |
| 胡占山                         | 1986年（昭和61年）6月3日   | 中華人民共和国遼寧省錦州市長。1985年（昭和60年）8月10日に調印された、高岡市と錦州市の友好都市提携に貢献。                                        |
| 堀健治                         | 1989年（平成元年）5月26日  | 長年にわたり高岡市議会議員、高岡市長を務め、高岡市の発展に尽力。各種団体の要職を歴任し、地域の発展に貢献。                                       |
| 金森榮一                       | 1990年（平成2年）9月25日   | 長年にわたり彫金作家として創作活動に携わり、伝統工芸産業の振興に貢献。1989年（平成元年）に重要無形文化財保持者に認定（人間国宝）。               |
| 堀田善衛                       | 1994年（平成6年）3月25日   | 伏木町（現高岡市）出身の小説家。『広場の孤独』で芥川賞を受賞するなど、世界的に高く評価された。                                                   |
| 竹平榮次                       | 2007年（平成19年）12月20日 | 長年にわたりアルミニウム工業界で活躍し、産業の振興と国民生活の向上に尽力。高岡地区のアルミ産地化と関連産業の伸展に努め、地域経済の発展に貢献。   |
| 南義弘                         | 2011年（平成23年）3月18日  | 長年にわたり高岡商工会議所会頭として地域経済の振興に貢献。高岡市観光協会会長として観光の振興に尽力し、地域社会の発展に貢献。                     |
| 石澤義文                       | 2015年（平成27年）9月29日  | 長年にわたり全国商工会連合会会長を務め、小規模事業者の振興に貢献。福岡町長として旧福岡町の発展に尽力し、旧高岡市と旧福岡町の合併に貢献。         |
| 大澤幸勝                       | 2015年（平成27年）9月29日  | 鋳金作家。2005年（平成17年）に重要無形文化財保持者に認定（人間国宝）。技術の継承と後継者の育成など、長年にわたり伝統工芸産業の発展に貢献。       |

### 市民栄誉賞・市民栄誉特別賞
高岡市の市民栄誉賞は、福岡町（現高岡市）出身の映画監督滝田洋二郎が『おくりびと』で第81回アカデミー賞外国語映画賞を受賞したことを受け、2009年（平成21年）に創設された制度である。高岡市の名声を高め、市民に希望を与える功績を残した人物に授与される。
| 氏名       | 決定日                                       | 功績 |
| ---------- | -------------------------------------------- | --- |
| 滝田洋二郎 | 2009年（平成21年）3月6日                     | 福岡町（現高岡市）出身の映画監督。『おくりびと』で第81回アカデミー賞外国語映画賞を受賞。                                     |
| 登坂絵莉   | 2015年（平成27年）9月17日 （市民栄誉賞）     | 高岡市出身のレスリング選手。2015年9月に開催されたレスリング世界選手権女子48kg級において優勝を果たし、世界選手権3連覇を達成。 |
| 登坂絵莉   | 2016年（平成28年）9月18日 （市民栄誉特別賞） | 2016年8月に開催されたリオデジャネイロオリンピックレスリング女子48kg級において優勝を果たし、金メダルを獲得。                  |
| 向翔一郎   | 2021年（令和3年）10月15日                    | 高岡市出身の柔道家。2021年8月に開催された東京オリンピック柔道競技混合団体において銀メダルを獲得。                            |

## 高岡市を舞台とした作品

### 小説
- 義血侠血（泉鏡花、1894年）
- 美しき氷河（室生犀星、1921年）
- 七夕の町（井上靖、1951年）
- 鶴のいた庭（堀田善衛、1957年）
- けものみち（松本清張、1962年）
- 蒼龍の系譜（木々康子、1976年）
- 青桐（木崎さと子、1984年）
- 楼門（木崎さと子、1985年）
- 谷間の女たち（森山啓、1989年）

### 映画
- 瀧の白糸（監督 細山喜代松、原作 泉鏡花、1915年ほか）
- DRIVE（監督 SABU、2002年）
- 8月のクリスマス（監督 長崎俊一、2005年）
- キトキト!（監督 吉田康弘、2007年）
- デンサン（監督 金森正晃、2017年）
- ナラタージュ（監督 行定勲、原作 島本理生、2017年）

### テレビドラマ
- 裸の大将「清も参ったわんぱく坊や」（関西テレビ、1995年）
- 地方記者・立花陽介 越中高岡通信局（日本テレビ、2001年）
- 赤い霊柩車 偽りの葬儀（フジテレビ、2002年）
- 山村美紗サスペンス 黒百合伝説殺人事件（フジテレビ、2006年）
- 警察庁特別監察官 氷の女・氷室透子（フジテレビ、2014年）

### 漫画
- まんが道（藤子不二雄A、1977年）
- 少年時代（藤子不二雄A、1978年）
- きまぐれオレンジ☆ロード（まつもと泉、1984年）
- ゆるゆり（なもり、2008年）

### アニメ
- 君の膵臓をたべたい（監督 牛嶋新一郎、原作 住野よる、2018年）[48]

### ゲーム
- 四八（仮）（バンプレスト、2007年）

### 音楽
- スパシーヴァ高岡（服部浩子・室まさのり、1996年）
- 高岡万葉音頭（都はるみ、2010年）
- 新たかおか音頭（藤森美伃、2014年）
- ただ君に晴れ ミュージックビデオ（ヨルシカ、2018年）